# تاریخچه باشگاه فوتبال تاتنهام هاتسپر

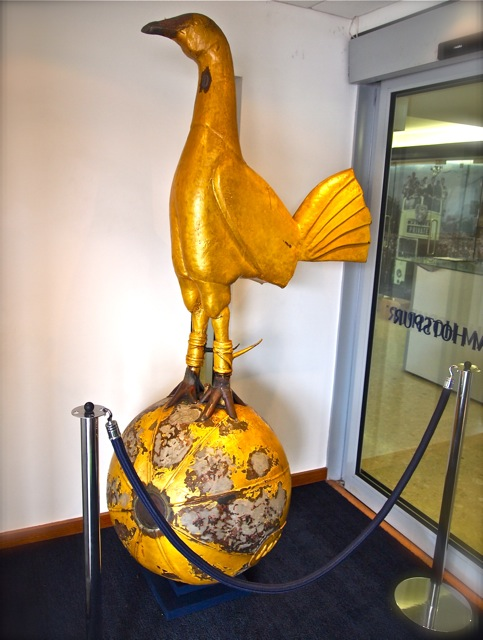
خروس برنزی اصلی اسپرز.

باشگاه فوتبال تاتنهام هاتسپر، یک باشگاه فوتبال مستقر در تاتنهام در شمال لندن انگلستان است. این باشگاه در سال ۱۸۸۲ با عنوان «باشگاه فوتبال هاتسپر» توسط گروهی از بچه‌مدرسه‌ای‌ها تشکیل شد. در سال ۱۸۸۴ به «باشگاه فوتبال تاتنهام هاتسپر» تغییر نام داد و معمولاً به نام «تاتنهام» یا «اسپرز» شناخته می‌شود. این باشگاه که در ابتدا یک تیم آماتور به حساب می‌آمد، در سال ۱۸۹۵ در مسیر حرفه‌ای شدن قرار گرفت. اسپرز در سال ۱۹۰۱ جام حذفی فوتبال انگلستان را به دست آورد و اولین و تا کنون تنها باشگاه غیر لیگی است که از زمان تشکیل لیگ فوتبال به این افتخار دست یافته‌است. این باشگاه هفت جام حذفی دیگر، دو قهرمانی در لیگ فوتبال، چهار جام اتحادیه، دو جام یوفا را به دست آورد و جام برندگان جام اروپا را در سال ۱۹۶۳ بالای سر برد که اولین قهرمانی یک تیم انگلیسی در رقابت‌های یوفا بود. در فصل ۶۱–۱۹۶۰، تاتنهام اولین تیمی بود که یک دوگانه را در قرن بیستم کسب کرد.
تاتنهام در فاصله سال‌های ۱۸۹۶ تا ۱۹۰۸ در لیگ جنوبی رقابت کرد تا آنکه در دسته دوم لیگ فوتبال پذیرفته شدند. سال بعد به دسته اول صعود کردند و تا اواخر دهه ۱۹۲۰ در این دسته ماندگار شدند. تا دهه ۱۹۵۰، تاتنهام بیشتر در دسته دوم رقابت می‌کرد و پس از آن احیا شد و در دهه ۱۹۶۰ به اوج خود رسید. اوایل دهه ۱۹۷۰، دوران تاتنهام نبود، اما در دهه ۱۹۸۰ بار دیگر احیا شد و یکی از بنیانگذاران لیگ برتر فوتبال انگلستان در سال ۱۹۹۲ بود. در آغاز کار این لیگ، اکثر فصل‌ها را در میانه‌های جدول به پایان رساندند، اما اکنون به عنوان یکی از شش باشگاه برتر این لیگ دسته‌بندی می‌شوند.
از میان سی و دو مربی باشگاه، جان کامرون اولین جام مهم باشگاه، جام حذفی ۱۹۰۱ را به دست آورد. پیتر مک‌ویلیام دومین قهرمانی جام حذفی را در سال ۱۹۲۱ برای باشگاه به ارمغان آورد. در دهه ۱۹۵۰، آرتور روو با توسعه سبک بازی «فشار و حمله»، باشگاه را به اولین قهرمانی لیگ خود رساند. در دهه ۱۹۶۰ و اوایل دهه ۱۹۷۰، بیل نیکلسون تیم قهرمان دوگانه را هدایت کرد و همچنین موفق‌ترین دوره را در تاریخ باشگاه داشت. کیث بورکینشاو، دومین مربی موفق تاریخ باشگاه از نظر کسب جام‌های بزرگ با دو جام حذفی و یک جام یوفا است و پس از آن، تری ونبلز قرار دارد که تحت هدایت او، باشگاه جام حذفی را در سال ۱۹۹۱ به دست آورد.
اسپرز بازی‌های اولیه خود را در زمین‌های عمومی تاتنهام مارش انجام می‌داد، اما در سال ۱۸۸۸ آنها در زمین اجاره شده‌ای در پارک نورثامبرلند بازی کردند. در سال ۱۸۹۹، باشگاه به وایت هارت لین نقل مکان کرد که به تدریج یک ورزشگاه توسعه یافته شد و تا سال ۲۰۱۷ خانه باشگاه بود. در سال ۲۰۱۹، ورزشگاه تاتنهام هاتسپر در همان مکان جایگزینش شد. در طول ساخت آن، مسابقات خانگی این باشگاه در ورزشگاه ومبلی برگزار می‌شد.

## تأسیس
در پنجم سپتامبر ۱۸۸۲ دریافت حق اشتراک در این باشگاه آغاز شد و در کنار مبلغی که از باشگاه کریکت اضافه شد صرف خرید چوب برای دروازه‌ها و پرچم کرنر، پارچه برای پرچم‌ها، نوار (در آن زمان هیچ میله دروازه‌ای وجود نداشت)، نوشت‌افزار و مهر و بعداً یک توپ شد. تیرهای دروازه که یکی از آنها هنوز هم وجود دارد، دست‌ساز و توسط آقای کیسی، پدر دو نفر از اعضا ساخته شده و به رنگ آبی و سفید درآمده بود. اولین توپ توسط برادر بزرگتر همان دو عضو باشگاه اهدا شد و او با شروع باشگاه کریکت در مدتی قبل، نام «هاتسپر» را پیشنهاد داد.
بنیانگذاران اصلی این باشگاه فوتبال اینان بودند: جی.اندرسون، تی.اندرسون، ای.بیوان، رابرت باکل، اچ.دی.(سم یا هم)کیسی، ال.آر.کیسی، اف.دکستر، اس.لیمن، جی.اچ.تامپسون‌جونیور، پی.تامپسون، و ای.وال. رابرت باکل کاپیتان اول بود، اچ.دی.کیسی کاپیتان دوم، جی.اچ.تامپسون‌جونیور منشی، و ال.آر.کیسی صندوقدار بود.

عاشقانه‌ای از فوتبال: تاریخچه باشگاه فوتبال تاتنهام. (۱۹۲۱)
این باشگاه در سال ۱۸۸۲ توسط جمعی از دانش آموزان دبیرستان سینت جان و دبیرستان تاتنهام شکل گرفت. بیشتر آنها ۱۳ و ۱۴ ساله و از اعضای باشگاه کریکت تاتنهام بودند که دو سال پیش از این تشکیل شده بود. رابرت باکل به همراه دو دوستش سم کیسی و جان اندرسون ایده یک باشگاه فوتبال را در ذهن داشتند تا بتوانند در ماه‌های زمستان نیز به فعالیت ورزشی خود ادامه دهند. روایت است که این پسران شبی در زیر یک چراغ در امتداد جاده تاتنهام و در حدود ۱۰۰ متری زمین وایت هارت لین که در حال حاضر تخریب شده‌است، جمع شدند و توافق کردند که یک باشگاه فوتبال را ایجاد کنند. از آنجا که تاریخ جلسه آنها مشخص نیست، ۵ سپتامبر ۱۸۸۲، زمانی که این یازده دانش آموز اولین حق اشتراک سالانه خود را با یک سکه شش پنسی پرداخت کردند به عنوان تاریخ تأسیس این باشگاه ثبت شده‌است. در پایان سال ۱۸۸۲ این باشگاه هیجده عضو داشت. اگرچه نام نورثامبرلند روورز برای این باشگاه پیشنهاد شد، اما مؤسسان بر روی نام هاتسپر به توافق رسیدند. مانند باشگاه کریکت، این نام به افتخار سر هنری پرسی انتخاب شد (معروف به هری هاتسپر؛ شورشی علیه هنری چهارم در نمایشنامه شکسپیر، قسمت ۱)، که زمانی خاندانش مالکان زمین در آن منطقه بودند، از جمله پارک نورثامبرلند در تاتنهام که باشگاه در آن واقع شده‌است.
پسران مؤسس باشگاه ابتدا جلسات خود را در زیر چراغ‌های پارک نورثامبرلند یا در خانه‌های نیمه ساخته مجاور کوی ویلوبی در تاتنهام برگزار می‌کردند. در اوت ۱۸۸۳ آنها از جان ریپشر، رئیس انجمن مسیحی مردان جوان در تاتنهام و معلم کلاس کتاب مقدس در کلیسای اُل هالوز کمک گرفتند تا اولین رئیس باشگاه و صندوقدار آن باشد. چند روز بعد او ریاست جلسه‌ای را با حضور بیست و یک نفر از اعضای باشگاه در آشپزخانه زیرزمین انجمن مسیحی مردان جوان در پرسی‌هاوس یا ساختمان فرعی آن بر عهده داشت که این مکان به اولین دفتر باشگاه تبدیل شد. تا سال ۱۸۹۴ ریاست باشگاه در دستان ریپشر بود و این پسران را در سال‌های ابتدایی شکل‌گیری باشگاه حمایت کرد، آن را دوباره سازماندهی کرد و شخصیت باشگاه را شکل داد. ثباتی که او در سال‌های اولیه این باشگاه ایجاد کرد برخلاف بسیاری دیگر از تیم‌های تازه تأسیس آن دوره، به بقای هاتسپرز کمک کرد. در سال ۱۸۸۴ پس از آنکه یکی از اعضای شورای انجمن مسیحی مردان جوان به‌طور اتفاقی با یک توپ فوتبال پوشیده از دوده برخورد کرد اعضای باشگاه از مکان قبلیشان اخراج شدند. ریپشر مکان جدیدی را برای آنها پیدا کرد؛ ابتدا در دورست ویلا ۱، که ملکی متعلق به کلیسا در پارک نورثامبرلند بود به مدت دو سال اقامت داشتند و پس از آنکه مجدداً و این بار به خاطر کارت بازی در کلیسا، از آنها خواسته شد تا آنجا را ترک کنند، در حدود سال‌های ۸۶–۱۸۸۵ به رد هوس در بزرگراه نقل مکان کردند. رد هوس، که در کنار در ورودی وایت هارت لین قرار داشت و در سال ۲۰۱۶ در جریان بازسازی زمین تخریب شد، تا سال ۱۸۹۱، زمانی که به بزرگراه ۸۰۸ جابه‌جا شدند، دفتر مرکزی این باشگاه بود. این مکان در سال ۱۹۲۱ توسط باشگاه خریداری شد و در سال ۱۹۳۵ به آدرس رسمی آن (۷۴۸ بزرگراه تاتنهام) تبدیل شد. در آوریل ۱۸۸۴، به دلیل آنکه نامه‌های ارسالی برای باشگاه دیگری از لندن به نام «هاتسپر»، به شمال لندن و برای این باشگاه پست می‌شد، به «باشگاه فوتبال تاتنهام هاتسپر» تغییر نام دادند تا از ایجاد هرگونه سردرگمی بیشتر جلوگیری شود. از اوایل سال ۱۸۸۳ در خبرگزاری‌ها از این تیم به عنوان «اسپرز» نام برده می‌شد و از آنجا که از اواخر قرن ۱۹ پیراهن‌های سفید به تن کردند، به «زنبق‌های سفید» نیز مشهور شدند.

## سال‌های ابتدایی

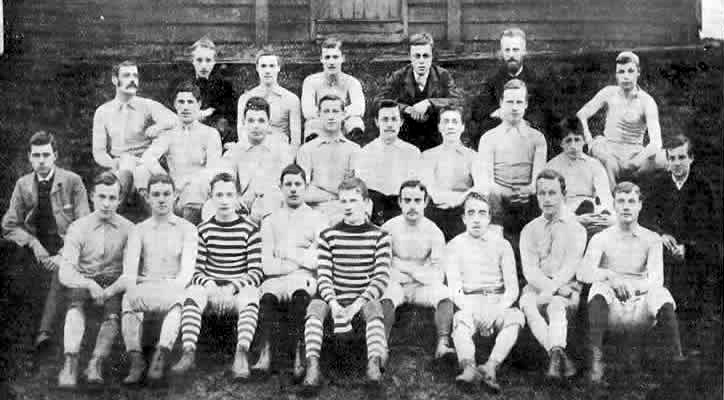
تیم‌های اول و دوم اسپرز در سال ۱۸۸۵. رئیس باشگاه جان ریپشر ردیف بالا دومین نفر از سمت راست، کاپیتان تیم جک جول ردیف میانی چهارمین نفر از سمت چپ، رابرت باکل ردیف پایین دومین نفر از سمت چپ.

دانش آموزان مؤسس باشگاه، مسابقات اولیه خود را در زمین‌های تاتنهام مارش برگزار می‌کردند. پیش از هر بازی محوطه زمین خود را مشخص و آن را آماده بازی می‌کردند و گاهی مجبور به دفاع از آن در برابر تیم‌های دیگر بودند که سعی در تصاحبش داشتند. میخانه‌های محلی به عنوان اتاق رختکن تیم استفاده می‌شد. رابرت باکل اولین کاپیتان تاتنهام بود. به مدت دو سال عمدتاً بازی‌های درون تیمی در این باشگاه برگزار می‌شد، اما تعداد بازی‌های دوستانه مقابل سایر تیم‌ها به تدریج افزایش یافت. اولین مسابقه ثبت شده از این تیم در ۳۰ سپتامبر ۱۸۸۲ و در برابر یک تیم محلی به نام رادیکالز برگزار شد که با شکست ۲–۰ هاتسپر پایان یافت. اولین بازی از تاتنهام که توسط مطبوعات محلی گزارش شد در تاریخ ۶ اکتبر ۱۸۸۳ و مقابل تیمی با نام براونلو روورز بود که اسپرز ۹–۰ پیروز شد. در ۱۷ اکتبر ۱۸۸۵، این تیم اولین مسابقه رسمی خود را در قالب رقابت‌های جام اتحادیه فوتبال لندن مقابل سنت البانز، که تیمی از کارگران شرکتی بود انجام داد. در این مسابقه ۴۰۰ تماشاگر حضور داشتند و اسپرز با نتیجه ۵–۲ پیروز شد. در روزهای اولیه تأسیس این باشگاه، اسپرز که در واقع تیمی از بچه مدرسه‌ای‌ها بود، گاهی در برابر تیم‌های بزرگسالان بازی می‌کرد، اما رفته رفته بازیکنانی با سن بالاتر به آنها پیوستند و با جذب بازیکنان از سایر باشگاه‌های محلی، تیم تقویت شد. برخی از اعضای اولیه باشگاه مانند باکل، سام کیسی، جان تامپسون و جک جول سال‌ها به عنوان بازیکن، اعضای کمیته یا مدیر در این باشگاه باقی ماندند. جول تا سال ۱۸۹۶ در تیم بازی می‌کرد و در همین حال، باکل در سمت‌های مختلف کمیته باشگاه مشغول به کار بود و تا زمان ترک باشگاه در سال ۱۹۰۰، یکی از اعضای اولین هیئت مدیره تاتنهام بود که در سال ۱۸۹۸ شکل گرفت.
اسپرز بلافاصله پس از شکل‌گیری، مورد توجه مردم محلی قرار گرفت و در طی چند سال، تعداد تماشاگران مسابقاتشان به ۴۰۰۰ نفر افزایش یافت. از آنجا که بازی‌های آنها در زمین‌های عمومی انجام می‌شد، هیچ هزینه‌ای از تماشاگران دریافت نمی‌شد. در سال ۱۸۸۸ تاتنهام محل برگزاری بازی‌های خانگی خود را از تاتنهام مارش به پارک نورثامبرلند منتقل و یک زمین دارای حصار را در آنجا اجاره کردند و از این طریق توانستند از تماشاگران هزینه ورودی دریافت کنند و کنترل جمعیت آنها را در دست بگیرند. اولین بازی تاتنهام در این زمین در تاریخ ۱۳ اکتبر ۱۸۸۸ برگزار شد که یک بازی درون تیمی بود و ۱۷ شیلینگ از تماشاگران هزینه بلیط دریافت می‌شد. یک هفته بعد آنها در اولین بازی مهم خود در این زمین، رو در روی الد ایتونیانز قرار گرفتند و متحمل شکست سنگین ۸–۲ شدند. معمولاً تماشای هر بازی برای طرفداران یک سکه سه پنسی هزینه داشت که برای بازی‌های جام به ۶ پنس افزایش می‌یافت. در اوایل دهه ۱۸۹۰، ممکن بود یک بازی در رقابت‌های جام به اندازه چند هزار درآمد داشته باشد. در روزهای ابتدایی در این زمین هیچ جایگاهی برای تماشاگران وجود نداشت مگر چند واگن که به عنوان صندلی استفاده می‌شد و چند نیمکت چوبی برای ایستادن. اما در فصل ۹۵–۱۸۹۴، اولین جایگاه هواداران که بیش از ۱۰۰ صندلی ظرفیت داشت و یک اتاق رختکن زیر زمینی در این زمین بنا شد. باشگاه در سال ۱۸۹۲ سعی در پیوستن به لیگ جنوب داشت اما وقتی فقط یک رأی آورد ناکام ماند. در عوض، برای فصل ۹۳–۱۸۹۲ در لیگ ائتلاف جنوبی که تنها یک سال دوام داشت، بازی کرد.
اسپرز در ابتدا با پیراهن‌های سرمه‌ای رنگ که یک حرف H در قاب سپری قرمز روی سینه چپ آن بود و شلوارک‌های سفید بازی می‌کرد. در سال ۱۸۸۴ یا ۱۸۸۵ و تحت تأثیر قهرمانی بلکبرن روورز در جام حذفی به سال ۱۸۸۴ که با میزبانی اوال کنینگتون برگزار شده بود، رنگ‌های باشگاه به پیراهن‌های نیمه آبی روشن، نیمه سفید و شورت سفید رنگ تغییر کرد. در فصل ۹۰–۱۸۸۹ رنگ پیراهن‌ها به همان سرمه‌ای سابق بازگشت. از سال ۱۸۹۰ تا ۱۸۹۵، این باشگاه پیراهن‌های قرمز و شورت آبی را برای خود برگزید. در سال ۱۸۹۵ پیراهن‌های قهوه‌ای که راه راه‌های باریک طلایی رنگ آن را تزئین می‌کرد همراه با شورت‌های سرمه‌ای، رنگ‌های اصلی این باشگاه بود. سرانجام، در فصل ۱۸۹۹–۱۸۹۸، پیراهن‌های راه راه به پیراهن‌های سفید و شورت‌های سرمه‌ای آشنای کنونی تغییر یافت.

### شروع دوران حرفه‌ای
این باشگاه در اکتبر ۱۸۹۳ ناخواسته درگیر مناقشه‌ای شد که به عنوان پرونده کفش‌های پین شناخته می‌شود. یک بازیکن ذخیره از فولام به نام ارنی پین، توافق کرد تا برای تیم اسپرز بازی کند اما بدون هیچ لباسی در آنجا حاضر شد چرا که ظاهراً در فولام به سرقت رفته بود. از آنجا که کفش‌های مناسبی برایش پیدا نشد، باشگاه ۱۰ شیلینگ به او داد تا کفش‌هایش را بخرد. به دنبال آن فولام به اتحادیه فوتبال لندن شکایت کرد و تاتنهام را به نقض حرفه‌ای گرایی قوانین آماتور متهم و ادعا کرد تاتنهام بازیکن آنها را به شکل غیرقانونی جذب کرده‌است. اتحادیه فوتبال لندن نیز تاتنهام را در این موضوع مقصر دانست و پرداخت هزینه کفش‌ها را «ایجاد انگیزه‌ای غیر منصفانه» برای جذب این بازیکن به باشگاهشان ارزیابی کرد. اسپرز به مدت دو هفته از حضور در تمامی مسابقات محروم شد و بازی دور برگشت را مقابل کلپهام روورز در جام حذفی باشگاه‌های آماتور از دست داد و در نتیجه از دور رقابت‌ها حذف شد. علیرغم مجازات در نظر گرفته شده، این اتفاق برای باشگاه تاتنهام خوش‌یمن بود. انعکاس مطبوعاتی دربارهٔ این موضوع، باعث افزایش اعتبار ملی این باشگاه آماتور محلی شد و همدردی مردم را برای آنچه که بسیاری فکر می‌کردند حکمی ناعادلانه بود، جلب کرد. دعوت از تاتنهام برای انجام بازی‌های دوستانه توسط سایر باشگاه‌ها بیشتر شد و حضور تماشاگران در مسابقات آنها افزایش یافت. این شهرت همچنین سبب شد تا جان الیور که تاجری محلی بود و در سال ۱۸۹۴ پس از بازنشستگی ریپشر ریاست باشگاه را بر عهده گرفت به راس باشگاه بیاید و بودجه مناسبی برای این باشگاه فراهم آورد.
با افزایش تعداد تیم‌ها برای بازی، توان رقابتی اسپرز نیز بهبود یافت. به منظور رقابت در برابر تیم‌های بهتر، کمیته تاتنهام به رهبری جان اولیور که دومین رئیس باشگاه بود به توافق رسیدند که این باشگاه باید به سمت حرفه‌ای‌شدن برود. رابرت باکل این پیشنهاد را در جلسه‌ای به تاریخ ۱۶ دسامبر ۱۸۹۵ مطرح کرد که پس از رأی‌گیری پذیرفته شد و این باشگاه در ۲۰ دسامبر ۱۸۹۵ جایگاه حرفه‌ای خود را به دست آورد. تلاش اسپرز برای پیوستن به لیگ فوتبال بی‌نتیجه ماند اما در اواسط سال ۱۸۹۶ در دسته اول لیگ جنوبی پذیرفته شدند. آنها در لیگ‌های دیگری نیز شرکت کردند؛ ابتدا در لیگ یونایتد و سپس در لیگ غربی که در آنها با تیم کاملی از ترکیب اصلی به میدان نمی‌رفتند. طی دو سال آینده تاتنهام تقریباً به‌طور کامل بازسازی شد. جاک مونتگومری و جی. لوگان اولین بازیکنان حرفه‌ای باشگاه بودند که از اسکاتلند جذب شدند و در سال ۱۸۹۷ با جک جونز قرارداد امضا کردند که اولین بازیکن ملی‌پوش تاتنهام بود.

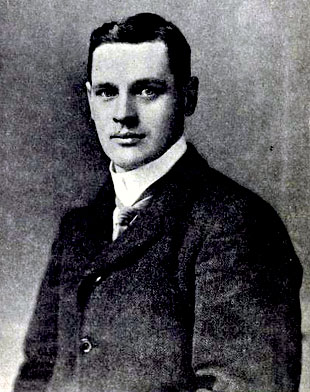
جان کامرون، بازیکن-مربی تاتنهام

در ۲ مارس ۱۸۹۸، اسپرز تصمیم گرفت تا برای جمع‌آوری کمک مالی و محدود کردن مسئولیت شخصی اعضای خود به یک شرکت محدود (شرکت فوتبال و ورزشی تاتنهام هاتسپر) تبدیل شود. هشت هزار سهم با ارزش ۱ پوند منتشر شد، اما در سال نخست تنها ۱٬۵۵۸ سهم توسط مردم خریداری شد. هیئت مدیره‌ای با ریاست الیور تشکیل شد، اما او پس از اعلام خسارت ۵۰۱ پوندی باشگاه در پایان فصل ۱۸۹۹، بازنشسته شد. پس از او چارلز رابرتز ریاست باشگاه را به عهده گرفت و تا سال ۱۹۴۳ در این پست باقی ماند.
اندکی پس از تبدیل شدن این باشگاه به یک شرکت محدود و در تاریخ ۱۴ مارس ۱۸۹۸، فرانک برتل به عنوان اولین سرمربی اسپرز منصوب شد. او چندین بازیکن را از باشگاه‌های شمالی به خدمت گرفت که هری ارنتز و تام اسمیت از جمله آنها بودند. در مه ۱۸۹۸ جان کامرون از اورتون نیز به تیم برتل پیوست که قرار بود تأثیر قابل توجهی در تاریخ باشگاه داشته باشد. در فوریه سال بعد و پس از آنکه برتل برای تصاحب موقعیتی با درآمد بهتر راهی پورتسموث شد، کامرون سرمربی-بازیکن تاتنهام شد و این تیم را به اولین جام‌های خود رساند: قهرمانی در لیگ جنوب در فصل ۱۹۰۰–۱۸۹۹ و جام حذفی در سال ۱۹۰۱. کامرون در اولین سال مربیگری خود، هفت بازیکن را به خدمت گرفت: جورج کلاولی، تد هیوز، دیوید کوپلند، تام موریس، جک کیروان، سندی تایت و تام پرت. سال بعد سندی براون جایگزین پرت شد که علی‌رغم در اختیار داشتن عنوان آقای گلی، می‌خواست به شمال برگردد. آنها به همراه کامرون، ارنتز، اسمیت و جونز تیم قهرمان جام حذفی ۱۹۰۱ را تشکیل دادند.

### انتقال به وایت هارت لین

نخستین بازی برگزار شده در وایت هارت لین؛ تاتنهام و نوتس کانتی در افتتاحیه رسمی این زمین به تاریخ ۴ سپتامبر ۱۸۹۹.

در آدینهٔ مقدس سال ۱۸۹۸، تاتنهام در زمین پارک نورثامبرلند به مصاف وولویچ آرسنال رفت که با استقبال بی‌سابقه ۱۴٬۰۰۰ تماشاگر همراه شد. در زمین مملو از جمعیت، برخی از طرفداران به بالای سقف یک جایگاه نوساز رفتند تا دید بهتری داشته باشند اما جایگاه زیر وزن آنها فروریخت و باعث چند مصدومیت شد. به دنبال این حادثه، باشگاه در جستجوی زمینی جدید برآمد. در سال ۱۸۹۹، باشگاه به قطعه زمینی در پشت میخانه وایت‌هارت منتقل شد که مسافت کمی با زمین نورثامبرلند داشت. زمین وایت‌هارت‌لین در پشت بزرگراه تاتنهام قرار داشت و در واقع نهالستانی متعلق به آبجوسازی چارینگتونز بود. باشگاه در ابتدا زمین را از چارینگتونز اجاره کرد اما با توجه به شرایط اجاره، توسعه زمین محدودیت داشت. در سال ۱۹۰۵، اسپرز مالکیت مطلق زمین را به ارزش ۸۹۰۰ پوند خریداری و ۲۶۰۰ پوند دیگر برای خرید یک قطعه زمین در قسمت شمالی آن پرداخت کرد. در آن زمان زمین از سمت غرب یک جایگاه سرپوشیده داشت و از سه طرف دیگر به تپه‌های خاکی می‌رسید.
این زمین هرگز به‌طور رسمی نامگذاری نشد، اما در بین مردم به وایت هارت لین معروف شد که نام یک گذرگاه محلی نیز است. در ۴ سپتامبر ۱۸۹۹ و در یک بازی دوستانه برابر نوتس کانتی که اسپرز ۴–۱ پیروزش بود، وایت‌هارت‌لین افتتاح شد. پنج روز بعد اولین بازی رسمی در این زمین مقابل کوئینز پارک رنجرز برگزار و تاتنهام با یک گل پیروز شد. تاتنهام با مثلث هجومی خود که جونز، کیروان و کوپلند آن را شکل می‌دادند در ۱۳ بازی نخست از فصل ۰۹–۱۹۰۸، یازده پیروزی کسب کرد. در ۲۸ آوریل ۱۹۰۰، لیگ جنوب را با قهرمانی به پایان رساندند و اولین جام باشگاه را به دست آوردند. پس از این قهرمانی، در میان مطبوعات «گل جنوب» لقب گرفتند.

### جام حذفی ۱۹۰۱

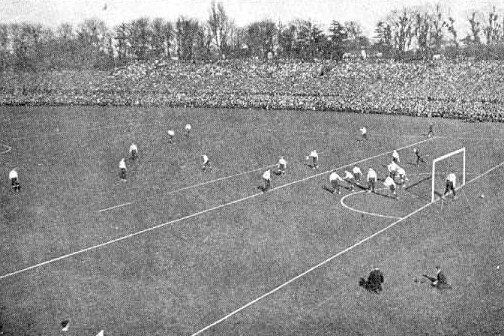
فینال جام حذفی ۱۹۰۱، تاتنهام در مصاف با شفیلدونزدی

تاتنهام برای اولین بار در فصل ۹۵–۱۸۹۴ در جام حذفی شرکت کرد اما در طول شش فصل نخست حضورش در این رقابت‌ها هرگز از دور سوم فراتر نرفت. در جام حذفی ۱۹۰۱، اسپرز پس از غلبه بر پرستون نورث اند، بری، ردینگ و وست برومویچ آلبیون به فینال راه پیدا کرد. همگی آن تیم‌ها به جز ردینگ از تیم‌های حاضر در فصل ۰۱–۱۹۰۰ دسته‌ یک لیگ فوتبال بودند. در بازی نهایی که با میزبانی کریستال پالاس برگزار شد، اسپرز رو در روی تیم دسته یکی شفیلد یونایتد قرار گرفت. ۱۱۰٬۸۲۰ نفر برای تماشای این رقابت در ورزشگاه حاضر شدند که در آن زمان بیشترین جمعیت برای یک مسابقه فوتبال بود. در انتها بازی با تساوی ۲–۲ به پایان رسید که هر دو گل اسپرز را سندی براون به ثمر رساند. این بازی اولین فینالی بود که فیلمبرداری می‌شد و اولین تصمیم نادرست داوری در آن به ثبت رسید. از میان دو گلی که برای شفیلد در نظر گرفته شده‌بود، یک گل اعتراض اسپرز را به همراه داشت و بازبینی تصاویر ضبط شده مشخص کرد، گل مورد بحث شفیلد از خط دروازه اسپرز عبور نکرده‌است.

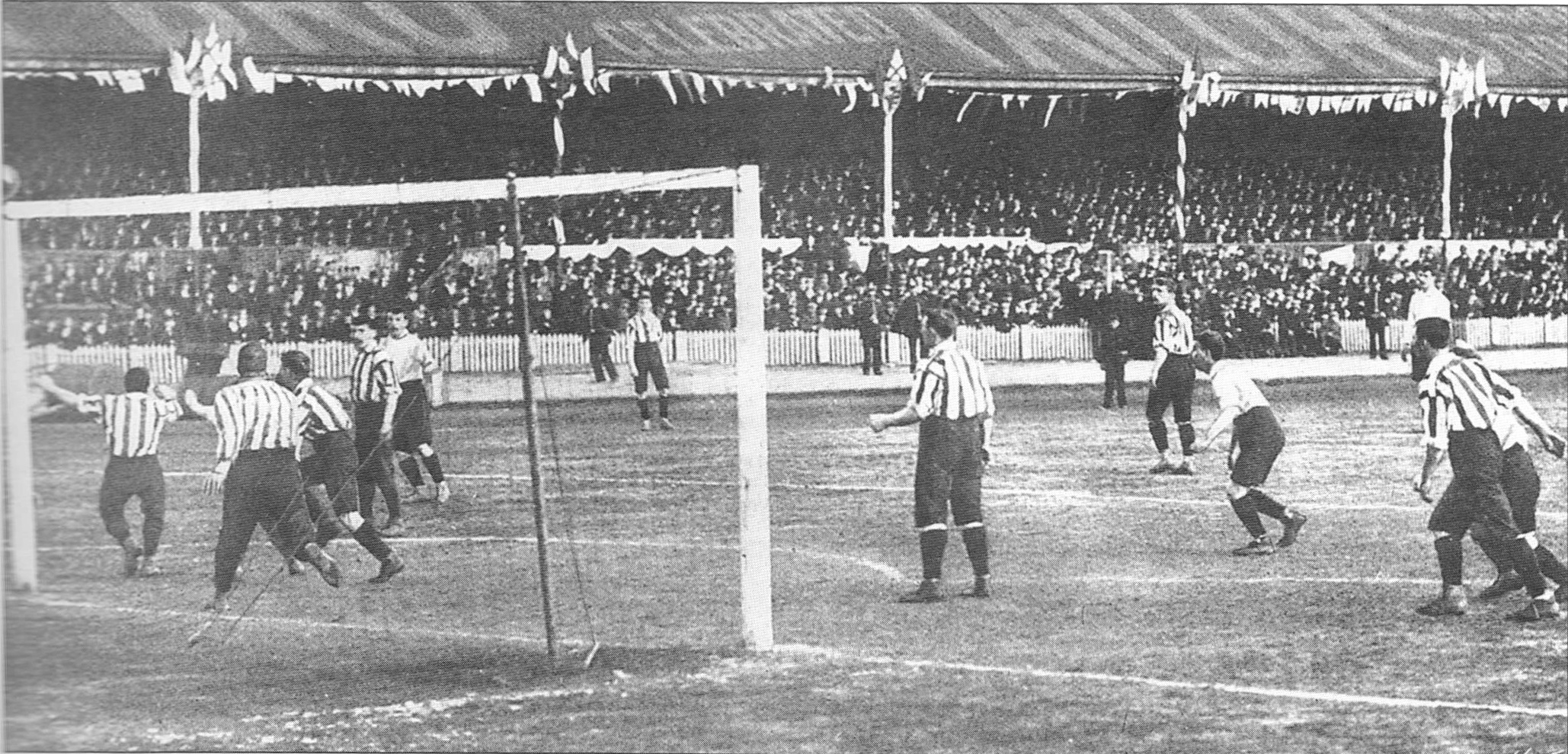
سندی براون سومین گل تاتنهام را در فینال جام حذفی ۱۹۰۱ در بازی تکراری مقابل شفیلد یونایتد به ثمر رساند.

در ۲۷ آوریل ۱۹۰۱ و در ورزشگاه بارندن پارک شهر بولتون بازی فینال تکرار شد و اسپرز با گل‌های کامرون، اسمیت و گل دیگری از براون، ۳–۱ پیروز و قهرمان شد. با تصاحب جام حذفی، اسپرز تنها باشگاه غیر لیگی شد که از زمان تشکیل لیگ فوتبال در سال ۱۸۸۸ به این جام دست می‌یافت. در مراسم اهدای جام همسر یکی از مدیران اسپرز روبان‌های آبی و سفید را به دسته‌های جام حذفی گره زد و اینگونه بود که ناخواسته سنت گره‌زدن روبان‌های همرنگ با تیم برنده در جام حذفی ابداع شد. قهرمانی سال ۱۹۰۱، آغاز روند قهرمانی‌های اسپرز در سال‌هایی بود که به عدد یک ختم می‌شد، قهرمانی در جام‌های حذفی ۱۹۲۱، ۱۹۶۱، ۱۹۸۱ و ۱۹۹۱، قهرمانی جام اتحادیه در سال ۱۹۷۱، قهرمانی لیگ در سال ۱۹۵۱، و قهرمانی دوگانه لیگ و جام حذفی در سال ۱۹۶۱.
پس از قهرمانی در جام حذفی ۱۹۰۱، اسپرز نتوانست موفقیت آن فصل خود را در سال‌های بعد تکرار کند اما دو بار در لیگ جنوبی نایب‌قهرمان شد و لیگ لندن را در فصل ۰۳–۱۹۰۲ و لیگ غربی را در فصل ۰۴–۱۹۰۳ فتح کرد. در می ۱۹۰۵ آنها اولین تور خارج از کشور خود را در اتریش و مجارستان برگزار کردند. کامرون در ۱۳ مارس ۱۹۰۷ به دلیل اختلافاتش با مدیریت از سمت خود کناره‌گیری کرد  و در آوریل ۱۹۰۷ فرد کرکهام که داوری بدون تجربه مربیگری بود، جایگزین او شد. کرکهام نه از سوی هواداران و نه از سوی بازیکنان مقبولیتی نیافت و سرانجام در ۲۰ ژوئیه ۱۹۰۸، پس از یک سال استعفا داد.

## دهه‌های اولیه در لیگ فوتبال (۱۹۴۹–۱۹۰۸)

### انتخابات لیگ فوتبال

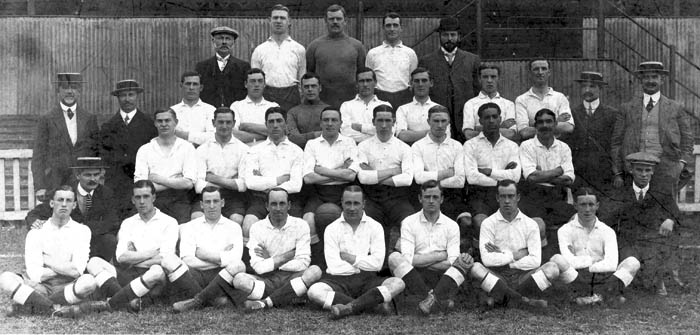
ترکیب تاتنهام، ۱۹۰۹

تاتنهام در سال ۱۹۰۸ از لیگ جنوبی کناره‌گیری کرد و به دنبال پیوستن به لیگ فوتبال بود. درخواست اولیه آنها ناموفق بود، اما پس از کناره‌گیری استوک از لیگ به دلایل مالی، تاتنهام جواز حضور در دسته دوم لیگ فوتبال برای فصل ۱۹۰۹–۱۹۰۸ را کسب کرد تا جایگزین استوک شود. از آنجا که اسپرز پس از جدایی کرکهام مربی نداشت، مدیران نقش انتخاب تیم را بر عهده گرفتند و آرتور ترنر، منشی باشگاه وظیفه نظارت بر امور تیم را بر عهده داشت. در سپتامبر ۱۹۰۸ اسپرز اولین بازی خود را در لیگ انجام داد و ۳–۰ مقابل ولورهمپتون واندررز پیروز شد. اولین گل آنها در لیگ فوتبال توسط ویویان وودوارد به ثمر رسید. اسپرز با کسب عنوان نایب قهرمانی دسته دوم در همان سال نخست حضورش توانست به دسته اول لیگ فوتبال راه پیدا کند که در این صعود عملکرد وودوارد نقش پررنگی داشت. پیش از آغاز فصل جدید، وودوارد فوتبال را ترک کرد تا به دنبال علایق دیگری برود؛ اگرچه خیلی زود و با پیوستن به چلسی به دنیای فوتبال بازگشت. اولین سال حضور اسپرز در لیگ دسته اول چالش سختی برای این تیم بود، اما با شکست دادن چلسی در آخرین بازی فصل با گل‌های بیلی مینتر و بازیکن سابق چلسی، پرسی هامفری، از سقوط اجتناب کردند و در عوض چلسی را به دسته پایین‌تر فرستادند.
در سال ۱۹۰۹، باشگاه برنامه بلندپروازانه‌ای برای توسعه مجدد وایت هارت لین در سر داشت که با ساخت جایگاه غربی که توسط آرچیبالد لیچ طراحی شده‌بود آغاز شد. پس از آن و در اوایل دهه ۱۹۲۰ جایگاه‌های شمالی و جنوبی ساخته شدند و جایگاه شرقی در سال ۱۹۳۴ تکمیل شد که ظرفیت نهایی ورزشگاه را به تقریباً ۸۰٬۰۰۰ نفر رساند. در سال ۱۹۰۹ یک خروس برنزی در بالای جایگاه غربی نصب کردند که نمادی برای باشگاه شد. گفته‌ می‌شود هری هاتسپر که این باشگاه به افتخار او نامگذاری شد، از این بابت هاتسپر لقب گرفت که با پوشیدن خار وارد نبردها می‌شد تا اسبش را سریعتر در میانه میدان جنگ حرکت دهد. این خارها یادآور خروس‌های جنگی نیز هستند. تاتنهام در ابتدا و در سال ۱۹۰۰ از همین خار به عنوان نماد استفاده می‌کرد که بعدها به یک خروس جنگی تغییر کرد.
در آوریل ۱۹۱۲ جیمی کانترل، برت بلیس و آرتور گریمسدل به باشگاه ملحق شدند. اواخر همان سال پیتر مک‌ویلیام به عنوان سرمربی منصوب شد. او به چهره‌ای مهم و محبوب در این باشگاه تبدیل شد که مربیگری تیم را در دو دوره جداگانه بر عهده داشت که هر دو دوره با آغاز جنگ‌های جهانی دچار وقفه شدند. اولین خرید مهم مک‌ویلیام، فانی والدنِ وینگر بود که در آوریل ۱۹۱۳ و با ثبت قرارداد رکوردشکنی به ارزش ۱۷۰۰ پوند به عضویت باشگاه درآمد. به دنبال آن بیل جیکسِ دروازه‌بان و تامی کلی به عنوان مدافع راست به ترکیب تاتنهام اضافه شدند. عملکرد مک‌ویلیام در سال‌های اول ضعیف بود به گونه‌ای که در پایان فصل ۱۵–۱۹۱۴، تاتنهام در انتهای لیگ قرار گرفت و به دسته دوم لیگ فوتبال سقوط کرد. در انتهای این فصل و یک سال پس از آغاز جنگ جهانی اول، لیگ فوتبال به حال تعلیق درآمد و با شروع مجدد لیگ در فصل ۲۰–۱۹۱۹ تاتنهام کار خود را از دسته دوم لیگ فوتبال شروع کرد. در طول سال‌های جنگ، وایت هارت لین به تصرف دولت درآمد و کارخانه‌ای برای ساخت ماسک‌های گاز، توپخانه و تجهیزات حفاظتی شد. باشگاه‌های لندن مسابقات خود را از سر گرفتند و تاتنهام بازی‌های خانگی‌اش را در زمین هایبری آرسنال و زمین هومرتون باشگاه کلپتون اورینت انجام داد.
زمانی که لیگ فوتبال در سال ۱۹۱۹ از سر گرفته شد، تعداد تیم‌ها در دسته اول از ۲۰ به ۲۲ افزایش یافت. لیگ فوتبال یکی از مکان‌های اضافی را به چلسی اهدا کرد که در رده نوزدهم فصل پیش قرار گرفت و باید همراه با اسپرز سقوط می‌کرد. در یک تصمیم بحث‌برانگیز سهمیه بعدی را به آرسنال که در فصل گذشته کار خود را در رده ششم از دسته دوم لیگ فوتبال به پایان رسانده بود، پیشنهاد داد. این تصمیم رقابتی را میان این دو تیم تثبیت کرد که تا به امروز ادامه دارد. این رقابت شش سال پیش از این و از زمانی که آرسنال از پلامستد به هایبری نقل مکان کرد آغاز شده‌بود. تاتنهام که هایبری را قلمرو خود می‌دانست با این انتقال مخالفت کرد و کلپتون اورینت و چلسی نیز در کنار تاتنهام از معترضان به این اقدام بودند. مسابقات بین این دو باشگاه که دربی شمال لندن نامیده می‌شود، پرشورترین دربی لندن شد.

### سال‌های بین دو جنگ

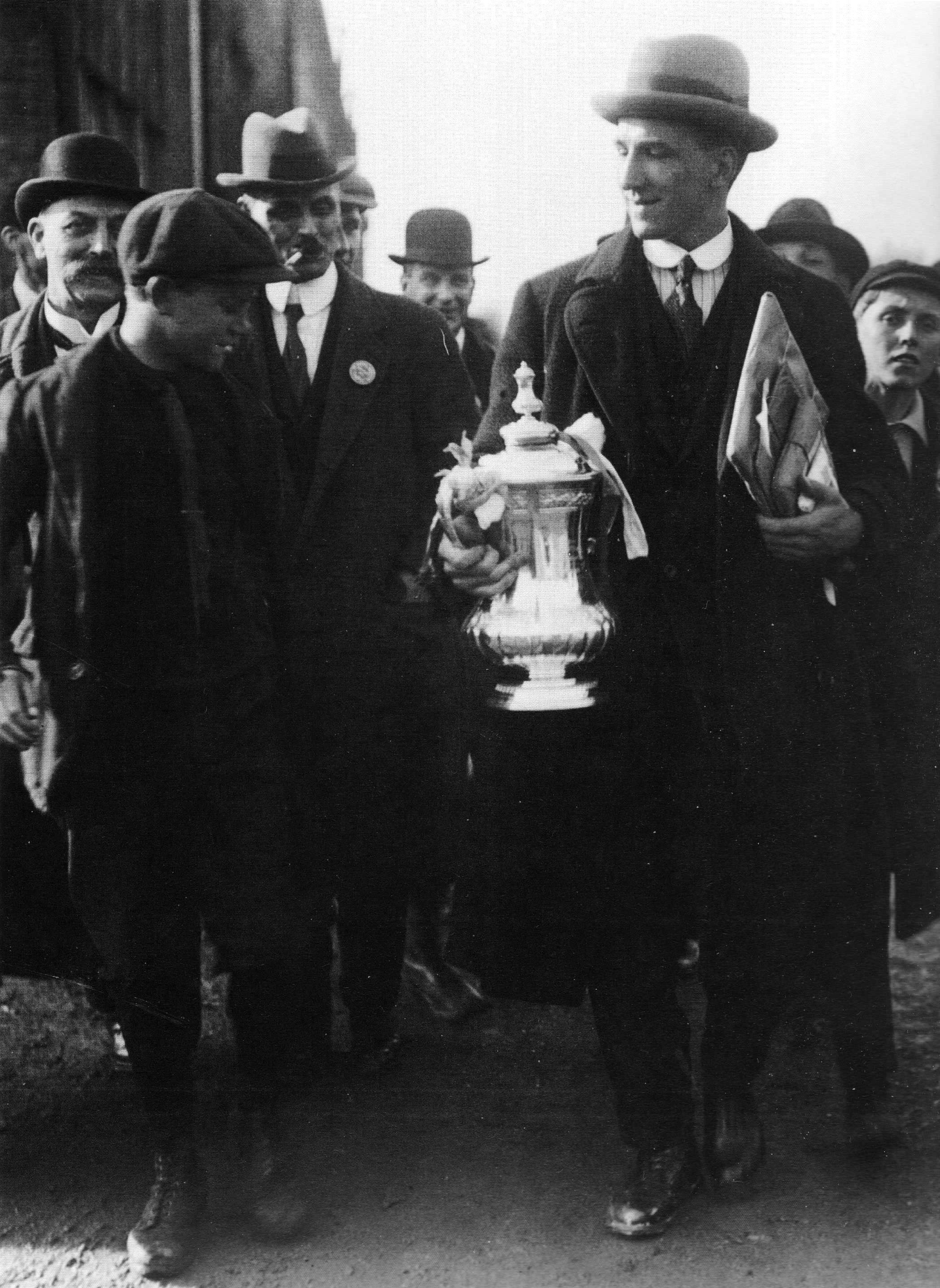
آرتور گریمسدل کاپیتان وقت تاتنهام پس از قهرمانی در فینال جام حذفی سال ۱۹۲۱، در بزرگراه تاتنهام جام را برای هواداران به نمایش می‌گذارد. این پیروزی، نخستین قهرمانی یک تیم لندنی پس از ۲۰ سال بود.

در اولین فصل پس از جنگ، مک‌ویلیام تاتنهام را با قهرمانی در دسته دوم فصل ۲۰–۱۹۱۹، مستقیماً به دسته یک بازگرداند. آنها با ۷۰ امتیاز که در آن زمان یک رکورد محسوب می‌شد و تنها با ۴ شکست و با ۱۰۲ گل زده عنوان قهرمانی لیگ را به نام خود زدند. در آن فصل دو بازیکن با نام‌های جیمی دیموک و جیمی سید به ترکیب تاتنهام پیوستند که همراه با گریمسدل از بازیکنان کلیدی تیم شدند. از دیگر بازیکنان برجستهٔ این دوره می‌توان به تامی کلی، برت اسمیت و چارلی والترز اشاره کرد. سال بعد و در مرحله نیمه‌نهایی از جام حذفی، اسپرز با دو گل بلیس پرستون را شکست داد و برای دومین بار به فینال جام حذفی رسید. در ۲۳ آوریل ۱۹۲۱ و در بازی فینال با میزبانی استمفورد بریج، در حالی که بازی در سیطره نام والترز بود، دیموک ۲۰ ساله تک‌گل پیروزی‌بخش اسپرز را مقابل ولورهمپتون واندررز به ثمر رساند. علاوه بر این قهرمانی، اولین جام خیریه را در همان سال تصاحب کردند. پس از قهرمانی در جام حذفی سال ۱۹۲۱، نشان خروس بر روی پیراهن بازیکنان اسپرز نقش بست.
در حدود سال ۱۹۲۲ و با تشویق مک‌ویلیام، یک باشگاه جوانان در نورثفلیت تأسیس شد که در سال ۱۹۳۱ رسمیت یافت و تا جنگ جهانی دوم دوام داشت. سی و هفت نفر از بازیکنان اسپرز که ۹ نفر از آنها وارد عرصه ملی شدند، دوران بازی خود را از نورثفلیت آغاز کردند. بیل نیکلسون، ران برگس، تافی اوکالاگان، ویک باکینگهام و تد دیچبرن از جمله این بازیکنان بودند.

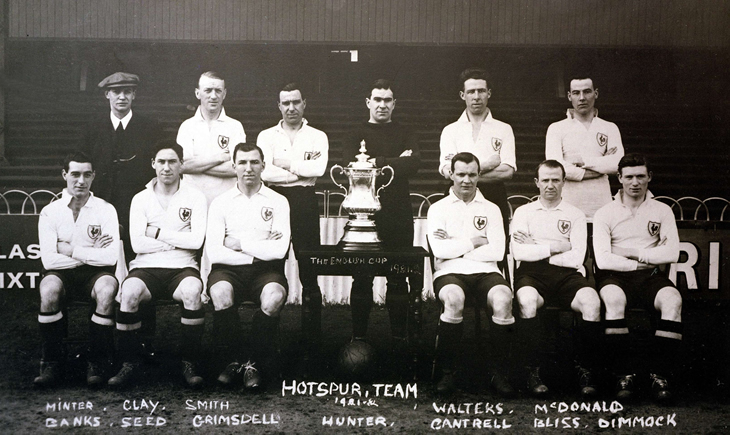
ترکیب تیم تاتنهام، قهرمان جام حذفی، ۱۹۲۱

در فصل ۲۲–۱۹۲۱، اسپرز پس از لیورپول در لیگ دوم شد که اولین خیز جدی آنها برای قهرمانی بود. با وجود موفقیت در دو فصل پس از جنگ، در پنج فصل پس از آن، اسپرز تنها توانست کار را در رده‌های میانی جدول به پایان برساند. تیم شروع به فروپاشی کرده‌بود و جک الکس و فرانک آزبورن که از خریدهای جدید باشگاه بودند نتوانستند نقاط ضعف تیم را در دیگر موقعیت‌ها پوشش دهند. در سال ۱۹۲۵ برای مدتی رده نخست جدول را در اختیار قرار داشتند، تا آنکه شکستگی پای گریمسدل آنها را از صدر جدول به زیر کشید. مک‌ویلیام در فوریه ۱۹۲۷ و در حالی که هیئت مدیره تاتنهام درخواست او برای افزایش اندک دستمزد را رد کرده بود به میدلزبرو رفت که دستمزد بسیار بهتری به او پیشنهاد داده بودند. بیلی مینتر که در سال ۱۹۰۷ به باشگاه پیوست و اولین بازیکنی بود که در سال ۱۹۱۹ به رکورد ۱۰۰ گل برای این باشگاه رسید به عنوان سرمربی برگزیده شد. فصل ۲۸–۱۹۲۷ اولین فصلی بود که مینتر به‌طور کامل تاتنهام را هدایت می‌کرد و علیرغم کسب ۳۸ امتیاز و در حالی که تنها ۶ امتیاز کمتر از تیم رده چهارمی دربی کانتی داشتند، ناباورانه سقوط کردند. از عوامل ممکن در سقوط تاتنهام فروش جیمی سید به شفیلد ونزدی بود؛ در حالیکه سقوط شفیلد به نظر قطعی می‌رسید، کمک سید آنها از رده‌های پایین جدول نجات داد و در دو بازی رفت و برگشت در طول فصل تاتنهام را شکست دادند و بالاتر از همه، عنوان قهرمانی لیگ در دو فصل بعد را به دست آوردند.
مینتر علیرغم عقد قرارداد با تد هارپر در فوریه ۱۹۲۹، برای بازگرداندن اسپرز به لیگ برتر دچار چالش جدی شد. هارپر در طول مدت کوتاه حضورش در تاتنهام، خود را به عنوان گلزنی قهار به اثبات رساند و ۳۶ گلی که در فصل ۳۱–۱۹۳۰ به ثمر رساند تا سال ۱۹۶۳ که توسط جیمی گریوس شکسته شد، یک رکورد باقی ماند. فشار سرمربیگری بر سلامت مینتر تأثیر گذاشت. استعفا داد و در نوامبر ۱۹۲۹ سمت دیگری در باشگاه به او داده شد. در آغاز سال ۱۹۳۰ پرسی اسمیت به عنوان سرمربی منصوب شد و تیم را با استعدادهای خارجی و داخلی تقویت کرد؛ جورج هانت، ویلی هال و آرتور روو از جمله آنها بودند. در فصل ۳۳–۱۹۳۲ تاتنهامی‌ها در کنار ماشین گلزنیشان، هانت، به «گری‌هاوندز» ملقب شدند، چرا که خود را از انتهای جدول تا رده دوم بالا کشاندند و پس از استوک سیتی قهرمان، جواز حضور در دسته اول را کسب کردند. اسپرز تنها دو فصل در دسته برتر دوام آورد. آسیب‌دیدگی بازیکنان (به ویژه روو و هال) باعث تضعیف تیم شد و در آوریل ۱۹۳۵ در انتهای جدول فصل ۳۵–۱۹۳۴ قرار گرفتند. پس از آن اسمیت استعفا داد و مدعی شد که مدیران باشگاه در گزینش بازیکنان تیمش دخالت کرده‌اند.
در ژوئیه ۱۹۳۵ جک ترسادرن جانشین والی هاردینگ سرمربی موقت تیم شد، اما در دوران سه سالهٔ حضورش نتوانست باشگاه را از دسته دوم خارج کند. او مهاجم میانی تیمش، جانی موریسون را جانشین جرج هانت محبوب کرد و در سال ۱۹۳۷ تصمیم گرفت هانت را به رقیبشان آرسنال بفروشد که سبب شد مورد غضب هواداران قرار گیرد. در آوریل ۱۹۳۸ و زمانی که مشخص شد احتمالاً در پایان فصل اخراج خواهد شد، راهی پلیموث آرگیل شد. پیتر مک‌ویلیام به عنوان سرمربی به تیم بازگردانده شد و سعی داشت با آوردن بازیکنان جوان از شاخه نورثفلیت از جمله نیکلسون، برگس و دیچبرن، تیم را بازسازی کند، اما دومین دوره حضورش در باشگاه نیز با آغاز جنگ جهانی همراه شد. در دهه ۱۹۳۰ اسپرز نتوانست در جام حذفی از یک‌چهارم نهایی فراتر برود و صعودشان به این مرحله در فاصله سال‌های ۱۹۳۵ تا ۱۹۳۸ رخ داد. در مارس ۱۹۳۸ و با وجود عدم موفقیت تیم در آن دوره، ۷۵٬۰۳۸ هوادار تاتنهام برای تماشای بازی تیمشان در جام حذفی مقابل ساندرلند خود را به ورزشگاه رساندند که این آمار به عنوان بزرگترین استقبال هواداران از باشگاه ثبت شد. در سال ۲۰۱۶ و در بازی خانگی مقابل موناکو از رقابت‌های لیگ قهرمانان اروپا که ورزشگاه ومبلی میزبانش بود، بیش از ۸۵٬۰۰۰ تماشاگر در ورزشگاه حاضر شدند و رکورد پیشین شکسته شد.

### جنگ و آرامش پس از جنگ
در ۳ سپتامبر ۱۹۳۹ نویل چمبرلین اعلام جنگ کرد و لیگ فوتبال تنها با انجام سه بازی لغو شد. با این وجود، در طول جنگ جهانی دوم مسابقات فوتبال برنامه‌ریزی و برگزار می‌شد. باشگاه‌های لندن ابتدا در لیگ جنگ و جام جنگ لیگ فوتبال رقابت کردند و در سال ۱۹۴۰ اسپرز در گروه C از لیگ منطقه‌ای جنوب قهرمان شد. پس از یک سازماندهی مجدد در سال ۱۹۴۱، در لیگ فوتبال جنوبی هم رقابت کردند. با توجه به شرایط سخت زمان جنگ، اسپرز همراه با سایر باشگاه‌های لندنی از پیمودن مسافت‌های طولانی برای مسابقات تعیین‌شده توسط لیگ فوتبال خودداری کردند و تصمیم گرفتند مسابقات خود را برگزار کنند: لیگ جنگ لندن و جام جنگ لندن. متعاقباً (یازده باشگاه لندنی و پنج باشگاه دیگر از جنوب) به‌طور موقت از لیگ فوتبال اخراج شدند. پس از پرداخت جریمهٔ ۱۰ پوندی، مجدداً در لیگ فوتبال پذیرفته شدند، اما در لیگ فوتبال جنوبی و به روشی که باشگاه‌های لندن پیشنهاد دادند بازی کردند. مک‌ویلیام در طول جنگ به شمال بازگشت و مربیگری تیم به آرتور ترنر واگذار شد. تحت هدایت او اسپرز دو بار قهرمان لیگ منطقه‌ای شد. چارلز رابرت که از سال ۱۸۹۸ رئیس هیئت مدیره بود در سال ۱۹۴۳ درگذشت و فرد بیرمن جایگزین او شد. از آنجایی که در سال‌های جنگ به میدان فرستادن یک تیم کامل دشوار بود، بسیاری از بازیکنان تیم جوانان، از جمله سانی والترز، لس مدلی، لس بنت و آرتور ویلیس، اولین تجربه بازی خود را برای باشگاه در طول این دوره کسب کردند. در دوران جنگ و زمانی که هایبری توسط دولت درخواست شد تا به عنوان یک مرکز پدافند هوایی استفاده شود، اسپرز وایت هارت لین را با آرسنال به اشتراک گذاشت.
پس از اتمام جنگ، مک‌ویلیام اظهار داشت که برای بازگشت به باشگاه خیلی پیر است و این وظیفه به جو هولم، بازیکن سابق آرسنال سپرده شد. هولم در رساندن باشگاه به دسته برتر ناموفق بود، اگرچه اسپرز توانست در سه فصلی که تحت هدایتش بود در نیمه نخست جدول دسته دوم باقی بماند و به نیمه‌نهایی جام حذفی در سال ۱۹۴۸ نیز راه پیدا کند. ادی بیلی، لن دوکومین، هری کلارک و چارلی ویترز از بازیکنانی بودند که در دوران هولم به این تیم پیوستند. فوتبال در دوران پس از جنگ با اقبال بسیاری روبه‌رو شد و با وجود عملکرد ضعیف تاتنهام در سه فصل نخست پس از اتمام جنگ، برخی از بازی‌ها به ویژه مسابقات جام حذفی هنوز جمعیت زیادی را به خود جلب می‌کردند. هولم پس از رد پیشنهاد باشگاه برای استعفا و پس از ابتلایش به بیماری، در مارس ۱۹۴۹ برکنار شد.

## آرتور روو و قهرمانی (۱۹۵۸–۱۹۴۹)

### قهرمانی در لیگ
در می ۱۹۴۹، آرتور روو با دستمزد ۱۵۰۰ پوند در سال سرمربی اسپرز شد. او تیمی را که هولم گردآوری کرده بود به ارث برد و پس از تصدی حکم مربیگری، الف رمزی را نیز به ترکیب تیمش اضافه کرد. روو سبک جدیدی از بازی را با نام «فشار و حمله» (Push and Run) معرفی کرد که بسیار موفق بود و بازیکنان را به تیمی تبدیل کرد که شکست دادنشان در فصل ۵۰–۱۹۴۹ کار هر باشگاهی نبود. روو دوره مربیگری خود را با پیروزی ۴–۱ مقابل برنتفورد شروع کرد که آغاز روند شکست‌ناپذیری تاتنهام در ۲۳ بازی لیگ و جام حذفی در فاصله ۲۷ اوت ۱۹۴۹ تا ۱۴ ژانویه ۱۹۵۰ بود. با کمک خط حمله هجومی، تاتنهام شش بازی مانده به پایان فصل و با ۹ امتیاز بالاتر از تیم دوم قهرمان دسته دوم شد و سرانجام به دسته برتر لیگ فوتبال بازگشت.
تاتنهام فصل ۵۱–۱۹۵۰ را با شکست ۴–۱ در خانه مقابل تیم بلکپولِ استنلی متیوز آغاز کرد، و با وجود این شروع متزلزل، هشت بازی متوالی را در اکتبر و نوامبر با پیروزی پشت سر گذاشتند که شامل پیروزی مقتدرانه ۷–۰ آنها مقابل نیوکاسلِ جکی میلبرن بود. برخی تیم این فصل را بهترین تیم تاریخ تاتنهام می‌دانند. دیچبرن که از بهترین دروازه‌بانان تاریخ تاتنهام به حساب می‌آید همراه با رمزی، کلارک و ویلیس در خط دفاع در کنار کاپیتان برگس و نیکلسون و پنج مهاجم تیم بیلی، مدلی، دوکومین، بنت و والترز، یازده نفر ترکیب اصلی را شکل می‌دادند. در بازی ماقبل آخر فصل با تک‌گل دوکومین شفیلد ونزدی را شکست دادند و با ۳ امتیاز اختلاف نسبت به منچستریونایتد عنوان قهرمانی دسته برتر لیگ فوتبال را به دست آوردند. این اولین قهرمانی تاتنهام در تاریخ لیگ بود.

### راه اسپرز
تاکتیک فشار و حملهٔ روو (push and run) در سال‌های اولیه مربیگری‌اش موفقیت‌آمیز بود. روو از مک‌ویلیام برای آموزش بازی با پاسکاری سریع یاد کرد و روش او را به سبکی ارتقاء داد که در آن بازیکنان در آرایشی مثلثی بازی می‌کردند و با پاسکاری توپ را به سرعت در اختیار هم‌تیمی خود قرار می‌دادند، سپس از بازیکن دفاعی حریف که با آنها یارگیری کرده بود عبور می‌کردند تا پاس برگشتی را جمع کنند. این تاکتیک همراه با رعایت قاعده کلی روو با مفهوم «ساده‌ش کن، سریعش کن»، روشی مؤثر را برای انتقال توپ با سرعتی فراهم کرد که با موقعیت و مسئولیت‌های بازیکنان کاملاً در توازن بود. این تاکتیک یک سبک تهاجمی جذاب با سرعت انتقال بالا بود که در میان طرفداران تاتنهام به عنوان راه اسپرز شناخته شد که در دوره بعدی تحت هدایت بیل نیکلسون بهبود پیدا کرد و تکمیل شد.
اسپرز در فصل ۵۲–۱۹۵۱ عرصه قهرمانی را به تیم جوان منچستریونایتد واگذار کرد و نائب‌قهرمان شد. زمستان سخت و وضعیت بد زمین وایت هارت لین در این امر بی‌تاثیر نبود چرا که سبک بازی روو به یک زمین باثبات نیاز داشت. تاتنهام در سال‌های بعد شاهد دوره‌ای افول بود، چرا که بازیکنان بزرگ تیم پا به سن گذاشتند و بازیکنان جوان‌تر مانند تونی مارکی و تامی هارمر هنوز تجربه کافی را کسب نکرده بودند. در کنار آن مصدومیت‌های بازیکنان و تطبیق سایر تیم‌ها با سبک بازی انقلابی اسپرز، چالشی بزرگ برای تیمی ایجاد کرد که زمانی در لیگ حکمفرمایی می‌کرد. در فصل ۵۳–۱۹۵۲ اسپرز تنها به رتبه دهم جدول بسنده کرد. ترکیب اصلی تیم صاحب سبک فشار و حمله نیز شروع به متفرق شدن کرد. مدلی، ویلیس، بنت و برگس برای پیوستن به تیم‌های دیگر رفتند و نیکلسون به مربیگری روی آورد. در سال ۱۹۵۴ روو، دنی بلنچ‌فلاور را با مبلغ ۳۰٬۰۰۰ پوند به خدمت گرفت که یک رکورد برای باشگاه تاتنهام بود. بلنچ‌فلاور در طول دوران حضورش در تاتنهام، بازوبند کاپیتانی را نیز به دست آورد و دو بار برنده جایزه بهترین بازیکن سال انجمن نویسندگان فوتبال انگلستان شد.

### دوران پسا روو
استرس و فشار مربیگری تیم روی سلامتی روو تأثیر گذاشته بود و در سال ۱۹۵۴ دچار یک اختلال عصبی شد. پس از بازگشت بیماری‌اش در سال بعد، استعفا داد. جیمی اندرسون که دستیار روو و از قدیمی‌های باشگاه بود پا پیش گذاشت تا خلأ سرمربی را برای تاتنهام پر کند، اما فصل برای اسپرز در نیمه پایین جدول به پایان رسید. با وجود بلنچ‌فلاور در تیم، رمزی از ترکیب تیم کنار گذاشته شد و او نیز بلافاصله برای شروع کار مربیگری‌اش راهی ایپسویچ‌تاون شد و در سال ۱۹۶۶ انگلستان را در مسیر قهرمانی‌اش در جام‌جهانی هدایت کرد. در پایان فصل ۵۶–۱۹۵۵، اسپرز تنها با دو امتیاز بیشتری که جمع کرده‌بود توانست خود را از منطقه سقوط نجات دهد. در فصل ۵۷–۱۹۵۶ و تحت هدایت بیل نیکلسون به عنوان سرمربی و با همکاری زوج خلاق بلنچ‌فلاور و هارمر و مهارت بابی اسمیت در امر گلزنی، باشگاه تجدید حیاتی را تجربه کرد و با ۸ امتیاز کمتر از بچه‌های بازبی منچستریونایتد در رده دوم قرار گرفتند. تاتنهام در فصل بعد نیز عملکرد خوبی داشت و سوم شد. اندرسون در جایگاه مدیر باشگاه، با عقد قرارداد با بازیکنان جدید یا ارتقاء برخی از بازیکنان بنای تیمی را نهاد که بعدها موفقیت‌های بزرگی را رقم زدند: کلیف جونز، تری مدوین، پیتر بیکر، رون هنری، تری دایسون، موریس نورمن و اسمیت از جمله آنها بودند.

## بیل نیکلسون و سال‌های شکوه و افتخار (۱۹۷۴–۱۹۵۸)

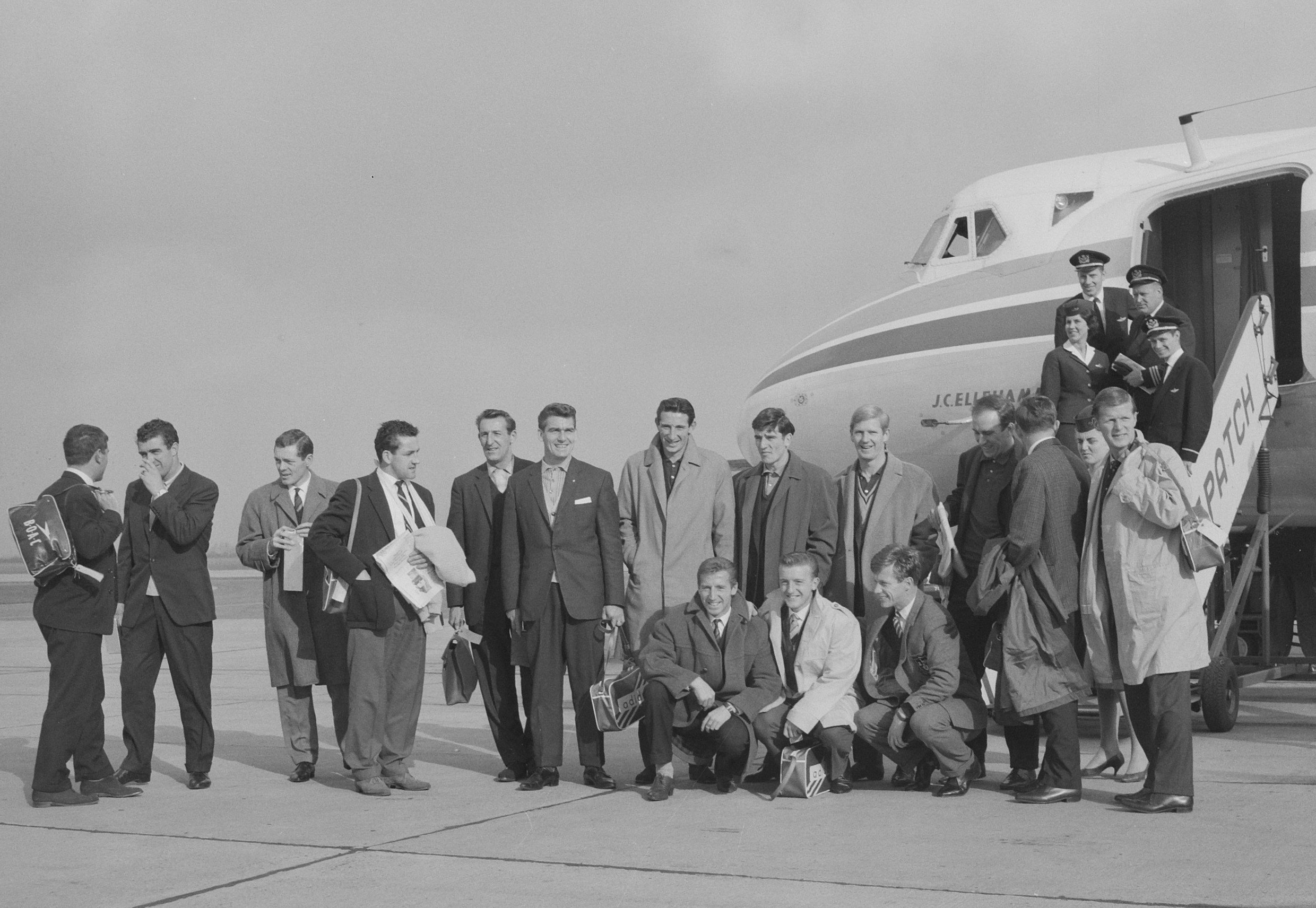
بازیکنان اسپرز در سال ۱۹۶۱، شامل اسطوره‌های باشگاه؛ کلیف جونز، جان وایت، بابی اسمیت، دیوید مک‌کی و دنی بلنچ‌فلاور. جیمی گریوز قریب به یک ماه بعد از ثبت این عکس با باشگاه قرارداد بست.

در اکتبر ۱۹۵۸، فشارهای ناشی از شروع ضعیف فصل و عدم سلامتی، سبب شد تا اندرسون استعفا دهد و بیل نیکلسون جایگزین او شود. نیکلسون در سال ۱۹۳۶ به عنوان کارآموز به تاتنهام ملحق شده‌بود و تا زمان مرگش، در هر موقعیتی از رختکن تا ریاست باشگاه به تاتنهام خدمت کرد. او موفق‌ترین سرمربی اسپرز شد و سه فصل متوالی در اوایل دهه ۱۹۶۰ تاتنهام را به جام‌های مهمی رساند؛ دوگانه لیگ و جام حذفی در سال ۱۹۶۱، جام حذفی و نیمه‌نهایی جام باشگاه‌های اروپا در سال ۱۹۶۲ و جام برندگان جام در سال ۱۹۶۳.
در ۱۱ اکتبر ۱۹۵۸، نیکلسون برای اولین بار به عنوان سرمربی بر روی نیمکت تاتنهام نشست و اورتون را با نتیجه ۱۰–۴ شکست داد، که تا به امروز پرگلترین برد تاتنهام در لیگ است. با این حال در اولین فصل مربیگری‌اش، تیم در لیگ هجدهم شد. در فصل ۶۰–۱۹۵۹، اسپرز با دو امتیاز کمتر از برنلیِ قهرمان به مقام سوم لیگ رسید. آنها همچنین در جام حذفی ۶۰–۱۹۵۹ با پنج گل لس آلن، کرو الکساندرا را ۱۳–۲ شکست دادند. این بازی به‌عنوان پرگل‌ترین بازی جام حذفی قرن بیستم باقی‌مانده‌است و همچنان بهترین پیروزی تاریخ باشگاه است. در دو سال اول هدایتش، نیکلسون چندین بازیکن را به تیم اضافه کرد: دیو مک‌کی و جان وایت که از بازیکنان تأثیرگذار تیم در راه کسب دوگانه بودند و همچنین آلن و بیل براونِ دروازه‌بان.

### قهرمانان دوگانه

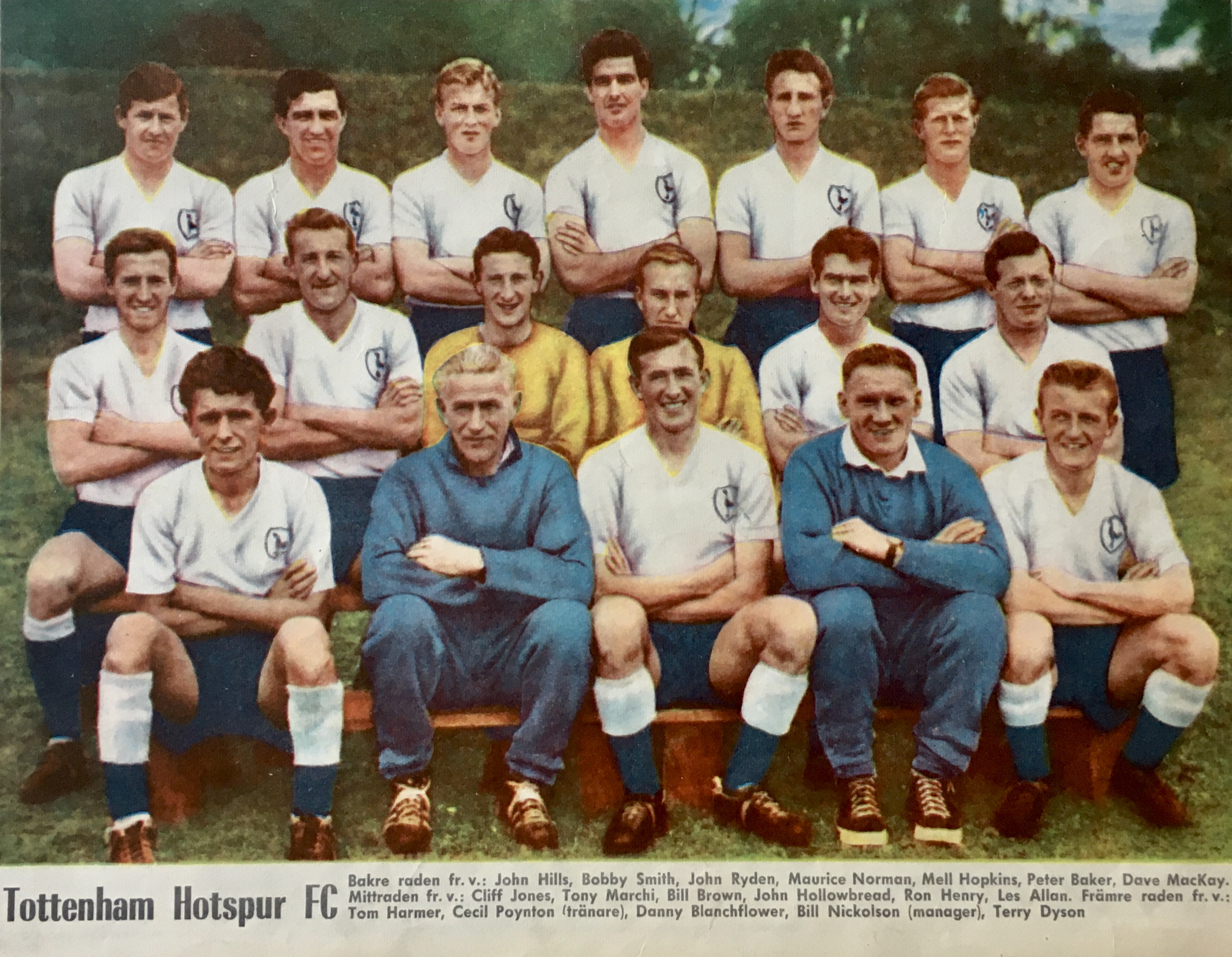
باشگاه فوتبال تاتنهام هاتسپر در سال ۱۹۶۰ با دنی بلنچ‌فلاور و دو دروازه‌بان تیم، بیل براون و جان هالوبرد، در میان دیگر بازیکنان تیم همراه با بیل نیکلسون به عنوان سرمربی.

فصل ۶۱–۱۹۶۰ با برد خانگی ۲–۰ مقابل اورتون شروع شد که آغازی برای یازده برد متوالی آنها بود. روند پیروزی‌های تیم با تساوی ۱–۱ مقابل منچسترسیتی متوقف شد. به دنبال آن چهار برد دیگر کسب کردند تا آنکه در ماه نوامبر و با شکست مقابل شفیلد ونزدی در هیلزبورو نوار شکست‌ناپذیری‌شان قطع شد. این بهترین شروع تاریخ هر باشگاهی در سطح بالای فوتبال انگلیس بود تا اینکه در سال ۲۰۱۷، منچسترسیتی این آمار را به سود خود تغییر داد. در ۱۷ آوریل ۱۹۶۱، اسپرز شفیلد ونزدی را در خانه و با نتیجه ۲–۱ شکست داد و سه بازی مانده به پایان فصل قهرمانی را به نام خود ثبت کرد.
در این فصل که به قهرمانی دوگانه در لیگ و جام حذفی ختم شد تنها هفده بازیکن در تمام چهل و نه بازی لیگ و جام حذفی استفاده شدند که سه نفر از آنها فقط یک بار فرصت بازی برای تیم را پیدا کردند. این تیم حول گروه چهار نفره بلنچ‌فلاور، مکی، جونز و وایت می‌چرخید. اسمیت (برترین گلزن فصل)، آلن، هنری، نورمن، بیکر، دایسون و براون، همراه با مدوین، مارکی، و فرانک سائول جوان در نیمکت ذخیره‌ها، ترکیب تیم را کامل می‌کردند. اسپرز به فینال جام حذفی ۶۱–۱۹۶۰ نیز رسید و در راه رسیدن به فینال ساندرلند را ۵–۰ در دور ششم و برنلی را ۳–۰ در نیمه‌نهایی شکست داد. اسپرز در فینال به دیدار لسترسیتی رفت و با دو گل اسمیت و دایسون، ۲–۰ قهرمان شد. البته باید در نظر گرفت که با ده نفره شدن لستر به دلیل مصدومیت یکی از بازیکنانش کار تاتنهام آسان شده بود چرا که در آن زمان تعویض بازیکن مصدوم مجاز نبود. اسپرز اولین تیمی در انگلستان بود که در قرن بیستم قهرمانی دوگانه در لیگ و جام حذفی را به دست می‌آورد و پس از استون ویلای سال ۱۸۹۷، اولین تیمی بود که به چنین موفقیت بزرگی دست می‌یافت.

### نخستین جام اروپایی

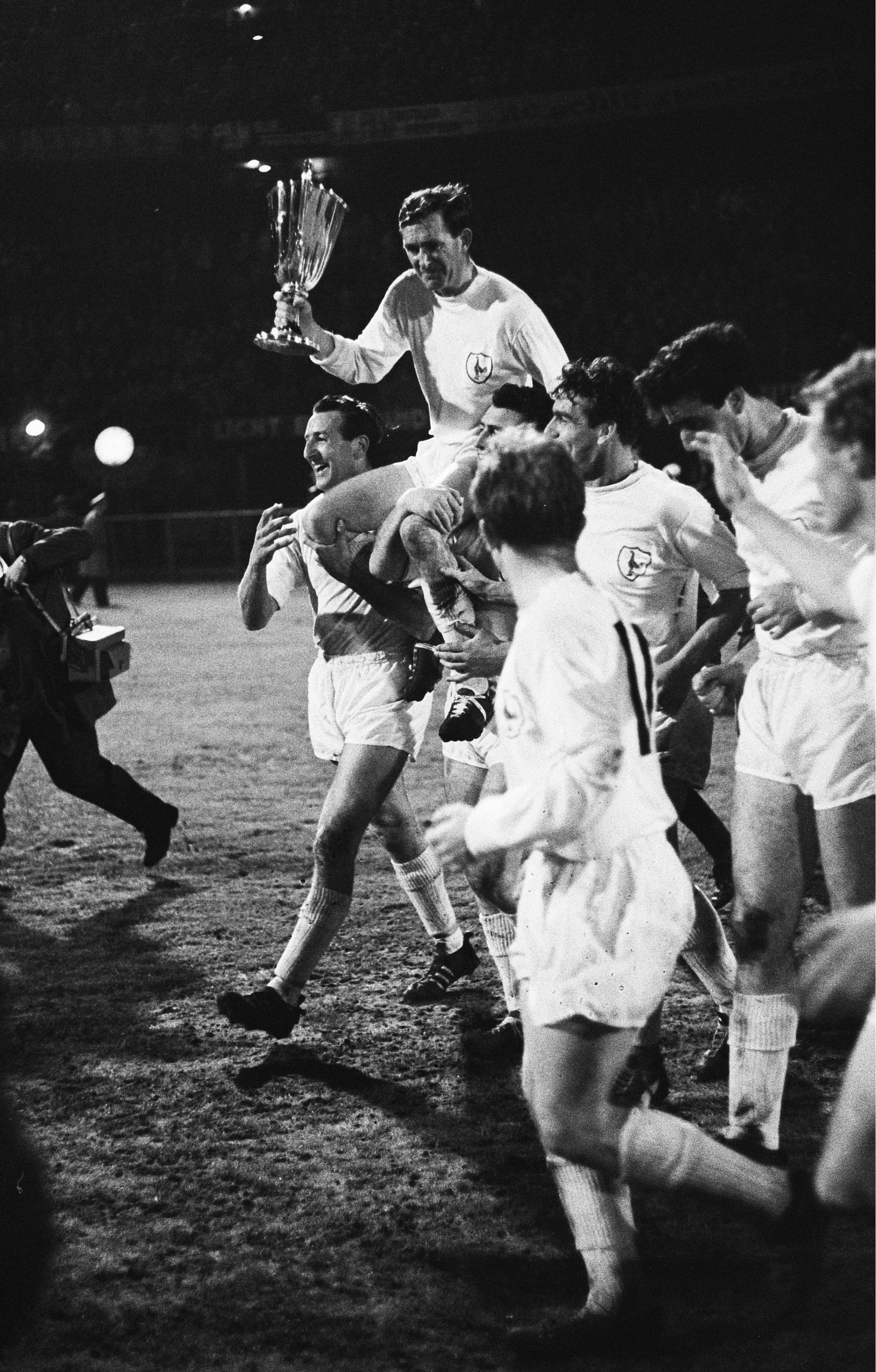
دنی بلنچ‌فلاور با جام قهرمانی رقابت‌های جام در جام در سال ۱۹۶۳ بر روی دوش سایر بازیکنان اسپرز.

تاتنهام به واسطه قهرمانی در لیگ وارد مسابقات جام باشگاه‌های اروپا ۶۲–۱۹۶۱ شد که اولین حضورشان در یک رقابت اروپایی بود. اولین حریف آنها گورنیک زابژه بود که ۴–۲ اسپرز را شکست داد. پس از بازی، مطبوعات لهستانی بازیکنان اسپرز را «نافرشته‌ها» توصیف کردند. در بازی برگشت و در ورزشگاه وایت هارت لین، در پاسخ به این توصیف برخی از هواداران اسپرز لباس فرشتگان را پوشیدند و پلاکاردهایی با شعارهایی مانند «شکوه و افتخار به سوی وایت هارت لین درخشان» در دست گرفتند و سایر هواداران با خواندن ترانه‌های «بدرخش بدرخش هله‌لویا» به آنها پیوستند. در میان تشویق هوادارانی که یک‌صدا می‌خواندند: بدرخش بدرخش هله‌لویا و اسپرز به جلو پیش می‌رود که از آن شب به بعد سرود تاتنهام شد، اسپرز با نتیجه قاطع ۸–۱ پیروز شد. نهایتاً در نیمه‌نهایی عرصه را به بنفیکا؛ مدافع عنوان قهرمانی، واگذار کردند. بنفیکا در ادامه این رقابت‌ها قهرمانی فصل قبلش را تکرار کرد.
یک ماه بعد اسپرز پس از شکست دادن برنلی در فینال مسابقات حذفی سال ۱۹۶۲، بار دیگر جام را به خانه برد. اولین گل بازی توسط جیمی گریوز به ثمر رسید که در دسامبر ۱۹۶۱ و با عقد قراردادی به مبلغ ۹۹٬۹۹۹ پوند به تاتنهام پیوسته بود.  گریوز بهترین گلزن تاتنهام با ۲۲۰ گل در لیگ و ۳۲۱ گل در تمام بازی‌های این باشگاه و بهترین گلزن تاریخ در سطح بالای فوتبال انگلیس است و بیشترین تعداد عنوان آقای گلی را به نام خود دارد.
در رقابت‌های جام در جام اروپا ۶۳–۱۹۶۲، اسپرز پس از غلبه بر رنجرز با نتیجه ۸–۴ در مجموع بازی‌های رفت و برگشت، اسلوان براتیسلاوا را ۶–۲ و اُاِف‌کی بلگراد را در مجموع ۵–۲ شکست داد و به فینال رسید. فینال جام در جام اروپا در ۱۵ می ۱۹۶۳ و به میزبانی شهر روتردام برگزار شد. اسپرز با پنج گل که یکی از آنها را تری دایسون از فاصله ۲۵ یاردی به ثمر رساند، اتلتیکو مادرید را ۵–۱ مغلوب خود کرد. این قهرمانی تاتنهام را به اولین تیم بریتانیایی تبدیل کرد که یک جام اروپایی به دست می‌آورد.

### تداوم موفقیت‌ها

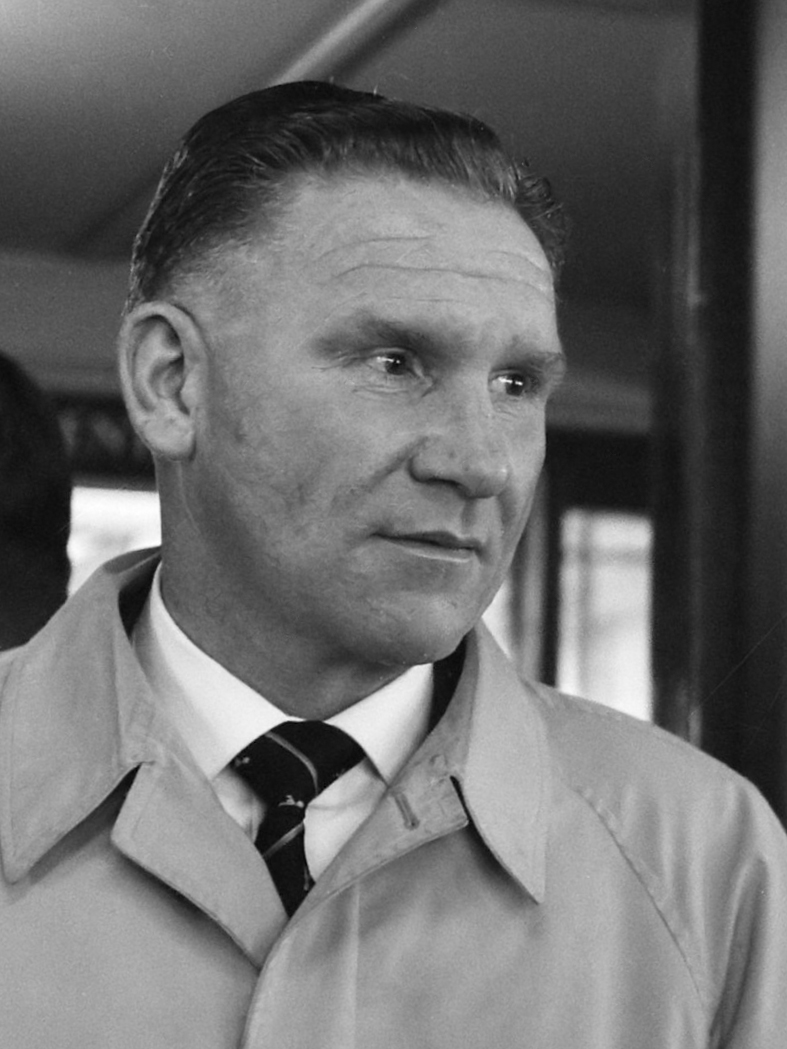
بیل نیکلسون؛ دوران مربیگری او پرثمرترین دوره در تاریخ باشگاه بود.

در سال ۱۹۶۴ تیم قهرمان دوگانه به دلیل بالا رفتن سن برخی از بازیکنان، آسیب‌دیدگی بعضی دیگر و نقل و انتقالات شروع به افول کرد. کاپیتان تیم، دنی بلنچ‌فلاور در بهار آن سال و در سن ۳۸ سالگی به دلیل آسیب‌دیدگی زانو، کفش‌هایش را آویزان کرد و دیو مک‌کی به دلیل دوبار شکستگی پایش برای مدتی طولانی از میادین به‌دور بود. اولین مورد از مصدومیت مک‌کی در بازی برگشت دور دوم جام در جام مقابل منچستریونایتد اتفاق افتاد که در نتیجه آن اسپرز ۱۰ نفره شد و بازی را ۴–۱ واگذار کرد. تاتنهام در مجموع با نتیجه ۴–۳ مغلوب و از مسابقات حذف شد و نتوانست از عنوان قهرمانی‌اش در سال گذشته دفاع کند. در تابستان ۱۹۶۴، جان وایت به طرز غم‌انگیزی بر اثر برخورد صاعقه در زمین گلف کشته شد. نیکلسون تیم را با بازیکنان جدید بازسازی کرد که بیشترشان وارداتی بودند؛ آلن مولری، پت جنینگز، سیریل نولز، مایک انگلند، تری ونبلز، جیمی رابرتسون، فیل بیل، جو کینیر و آلن گیلزین که با همکاری گریوز زوج گلزنی تیم را شکل دادند، از جمله آنها بودند. تیم احیاشده تاتنهام در فینال جام حذفی ۱۹۶۷ با گل‌های دو وینگر خود رابرتسون و سائول، چلسی را مغلوب کرد و برای سومین بار در دهه ۶۰ عنوان قهرمانی جام حذفی را به خود اختصاص داد و در رقابت‌های لیگ رتبه سوم را به دست آورد.
این تیم نتوانست تأثیر زیادی در دو فصل بعدی بگذارد. تنها در سال ۱۹۶۹ به نیمه‌نهایی جام اتحادیه رسیدند که در سال ۱۹۶۰ شکل گرفته بود اما تاتنهام تا سال ۱۹۶۶ در آن شرکت نکرد. مکی، جونز و رابرتسون در سال ۱۹۶۸ و به دنبال آنها ونبلز در سال ۱۹۶۹ باشگاه را ترک کردند. به جای آنها استیو پریمن، ریس ایوانز و جان پرت که از بازیکنان بومی بودند و مارتین چیورس که از خریدهای جدید باشگاه بود به تیم ملحق شدند. در سال ۱۹۷۰، مارتین پیترز در ازای انتقال گریوزِ ناراضی بعلاوه مبلغ رکوردشکن ۲۰۰٬۰۰۰ پوند از وستهام یونایتد خریداری شد.  در تابستان ۱۹۷۱ نیز رالف کوتس با قراردادی به ارزش ۱۹۲٬۰۰۰ پوند از برنلی آمد. گیلزین زوج گلزنی‌اش با گریوز را با جایگزین کردن چیورز و این بار به کمک قدرت دوندگی پیترز خستگی‌ناپذیر بازسازی کرد. تیم جدید تاتنهام در سال ۱۹۷۱ به فینال جام اتحادیه رسید و استون ویلا را با گل‌های چیورز ۲–۰ شکست داد تا اولین جام اتحادیه را به مجموعه جام‌هایش اضافه کند. همچنین در فینال ۱۹۷۳، پس از شکست دادن نوریچ سیتی با تک گل کوتس، بار دیگر جام اتحادیه را به خانه برد.
قهرمانی سال ۱۹۷۱ در جام اتحادیه و کسب رتبه سوم لیگ در فصل ۷۱–۱۹۷۰ سبب شد تا اسپرز سهمیه حضور در دور اول جام یوفای فصل بعد را کسب کند. در دور رفت مرحله نیمه‌نهایی، تاتنهام با جنگندگی‌اش، پیروزی ۲–۱ خانگی را به دست آورد. در بازی برگشت به میزبانی سن‌سیرو، میلان را با تساوی ۱–۱ متوقف کرد و در مجموع ۳–۲ پیروز شد. در دور رفت از بازی فینال مقابل ولورهمپتون واندررز، اسپرز با گل‌های چیورز ۲–۱ پیش افتاد. بازی برگشت به میزبانی وایت‌هارت‌لین به تساوی ۱–۱ ختم شد. مولریِ کاپیتان، در آخرین حضورش برای تاتنهام با ضربه سر خود تک‌گل تیمش را به ثمر رساند و با پیروزی ۳–۲ در مجموع دو بازی، جام یوفا را برای تاتنهام بالای سر برد. با این قهرمانی، اسپرز اولین تیم بریتانیایی شد که دو جام مختلف اروپایی را به دست می‌آورد. در مجموع نیکلسون هشت جام مهم را در شانزده سال برای تاتنهام به ارمغان آورد. دوران مربیگری او پرثمرترین دوره در تاریخ باشگاه بود.

## انحطاط و احیاء تحت هدایت کیث بورکینشاو (۱۹۸۴–۱۹۷۴)
اگرچه تاتنهام موفق شد در فاصله سال‌های ۱۹۷۱ تا ۱۹۷۴ به فینال چهار جام برسد و در سه دوره از آنها قهرمان شود، اما از آنجا که نیکلسون نتوانست بازیکنان مورد نظر خود را به دلایلی که یکی از آنها امتناعش از پرداخت رشوه بود جذب کند، این تیم رو به افول نهاد. از سویی دیگر، اوایل دهه هفتاد آغاز دوره افزایش خشونت در فوتبال بود. شورش هواداران اسپرز در روتردام پس از باختشان مقابل فاینورد در فینال جام یوفا ۱۹۷۴، بر سرخوردگی نیکلسون افزود. نیکلسون پس از شروع ضعیفِ فصل ۷۵–۱۹۷۴ و باخت ۴–۰ مقابل میدلزبرو در جام اتحادیه استعفا داد، اما دوران تصدی‌اش با خاطره‌ای تلخ به پایان رسید. او به دنبال جانشینی بلنچ‌فلاور به عنوان سرمربی و جانی گیلز به عنوان بازیکن-مربی بود، اما سیدنی ویل که ریاست هیئت مدیره را در آن زمان برعهده داشت از اینکه نیکلسون بدون اطلاع قبلی‌اش با این دو بازیکن تماس گرفته خشمگین شد. پس از این اتفاق و با وجود اینکه نیکلسون می‌خواست به عنوان مشاور باقی بماند، باشگاه با پرداخت ۱۰٬۰۰۰ پوند تمام روابطش را با او قطع و حتی از برگزاری بازی بزرگداشت برایش امتناع کرد. (نیکلسون بعدها توسط کیث بورکینشاو به عنوان مشاور به تیم بازگردانده شد و در سال ۱۹۸۳ و تحت مدیریتی متفاوت، برایش یک بازی بزرگداشت ترتیب داده شد)
هیئت مدیره تاتنهام، تری نیل را به عنوان سرمربی بر روی نیمکت تیم نشاند و زیر نظر او، اسپرز در پایان فصل ۷۵–۱۹۷۴ به سختی توانست از سقوط اجتناب کند. اسپرز در فصل بعد که گلن هادل اولین بازی خود را برای این باشگاه انجام داد، عملکرد بهتری داشت. نیل که بازیکن سابق آرسنال بود هرگز با اقبال هواداران روبه‌رو نشد و در اواسط سال ۱۹۷۶ تاتنهام را به قصد مربیگری آرسنال ترک کرد و سکان هدایت تیم را به کیث بورکینشاو سپرد که سال قبل به عنوان دستیارش به خدمت گرفته‌بود.

### سقوط
در اولین سال مربیگری بورکینشاو در فصل ۷۷–۱۹۷۶، تاتنهام پس از ۲۷ سال حضور در دسته برتر به دسته دو سقوط کرد. بسیاری از بازیکنان تیم قهرمان جام‌های اوایل دهه ۷۰ یا تیم را ترک کرده یا بازنشسته شده بودند. بورکینشاو در تابستان ۱۹۷۷، پت جنینگزِ دروازه‌بان که ملی‌پوش ایرلند شمالی بود را به مبلغ ۴۵٬۰۰۰ پوند به آرسنال فروخت و بری داین را جایگزینش در ترکیب اصلی کرد. این انتقال هواداران باشگاه را شوکه کرد. بورکینشاو بعداً اعتراف کرد که در این‌باره خطای بزرگی را مرتکب شده‌است. جنینگز تا هفت فصل دیگر برای رقیب دیرینه اسپرز بازی کرد.
علیرغم سقوط، هیئت مدیره به بورکینشاو اعتماد کرد و او نیز تیم را بلافاصله به لیگ برتر بازگرداند، اگرچه قطعی‌شدن صعودشان تا آخرین بازی فصل طول کشید. در انتهای فصل ۷۸–۱۹۷۷، تیم فرم خود را از دست‌داد و همین امر سبب شد تا برای صعود به حداقل یک امتیاز از آخرین بازی‌شان مقابل ساوتهمپتون نیاز پیدا کنند. نهایتاً این بازی با تساوی بدون گل به پایان رسید و اسپرز به دسته برتر بازگشت. در ابتدای این فصل، اسپرز در خانه بریستول روورز با نتیجه ۹–۰ پیروز شده بود که چهار گل آن توسط مهاجم نوپای تیمشان به نام کالین لی به ثمر رسید. این برد پرگل از آنجایی حائز اهمیت شد که تاتنهام از طریق تفاضل گل صعود کرد.

### قهرمانی در جام حذفی و موفقیت‌های اروپایی

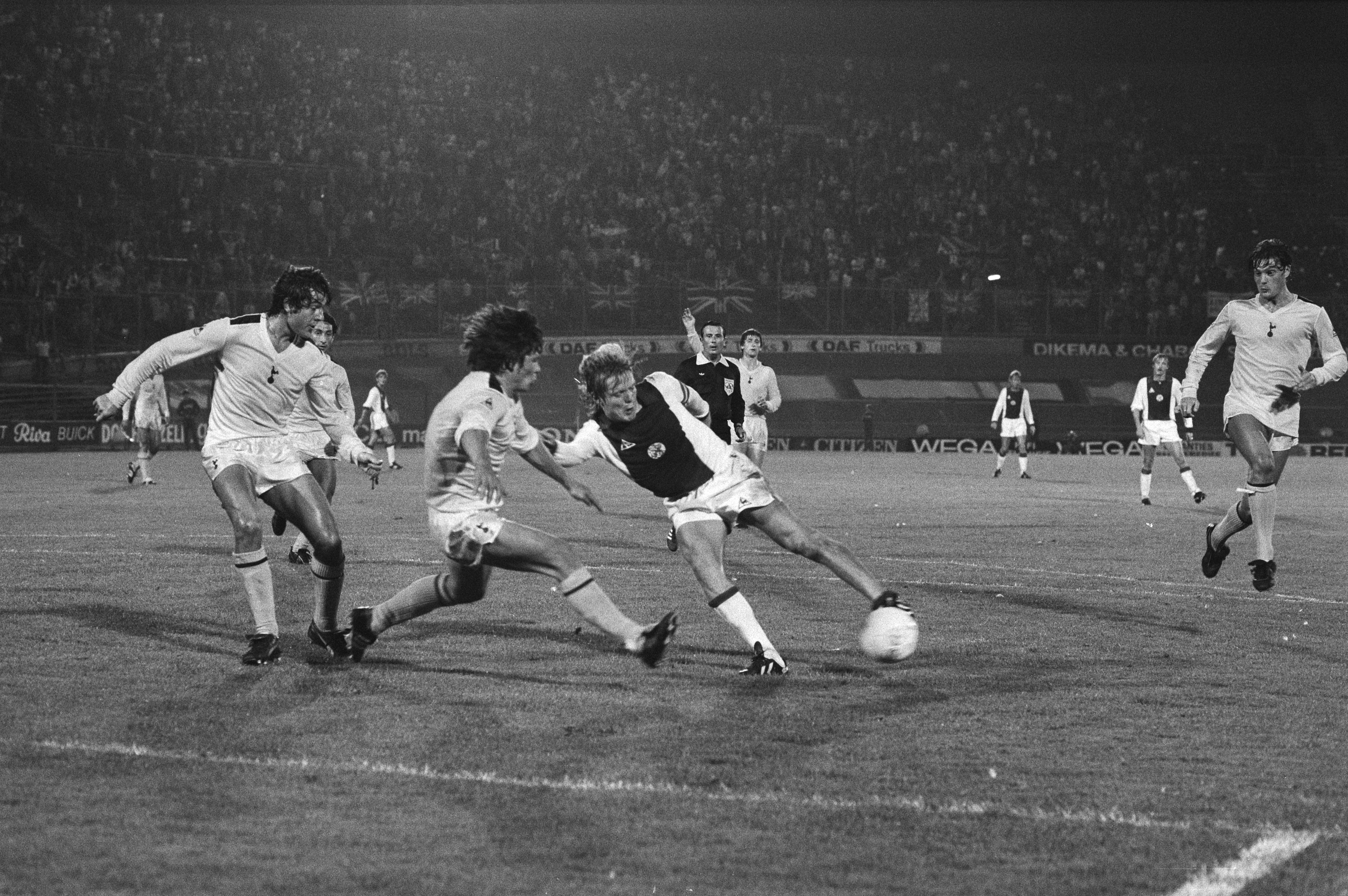
آژاکس مقابل اسپرز در دور اول از رقابت‌های جام در جام سال ۱۹۸۱. از بازیکنان شاخص اسپرز در این بازی استیو پریمن، اسوالدو آردیلس، گراهام روبرتس، استیو آرچیبالد، ریکاردو ویا، و گلن هادل بودند (همگی آنها در تصویر بالا حضور ندارند).

در تابستان ۱۹۷۸، بورکینشاو با امضای قراردادی به مبلغ ۷۵۰٬۰۰۰ پوند، اسوالدو آردیلس و ریکاردو ویا را که از ملی‌پوشان آرژانتین بودند به تیمش اضافه کرد. از آنجا که خرید بازیکن از کشورهای فراتر از جزایر بریتانیا در آن زمان معمول نبود این نقل و انتقالات سر و صدای زیادی به‌پا کرد. این دوره را می‌توان دوره بازسازی تاتنهام نیز نامید زیرا بازیکنان جوانی مانند مارک فالکو، پل میلر، کریس هیوتون و میکی هازارد از تیم جوانان آمدند و در کنار آنها بازیکنان دیگری از سایر باشگاه‌ها به خدمت گرفته شدند؛ گراهام رابرتز، تونی گالوین و به‌ویژه گارث کروکس و استیو آرچیبالد که زوج خط حمله را شکل دادند.
اسپرز دهه ۱۹۸۰ را با رسیدن به ۱۰۰امین دوره از فینال‌های جام‌حذفی در سال ۱۹۸۱ آغاز کرد. تساوی ۱–۱ مقابل منچسترسیتی، کار را به بازی تکراری کشاند که گل پیروزی‌بخش ریکاردو ویا در دقیقه ۷۶، تاتنهام را با نتیجه ۳–۲ قهرمان کرد. یک سال بعد در فینال ۱۹۸۲، با غلبه بر کوئینز پارک رنجرز مجدداً جام حذفی را بالای سر بردند. تاتنهام در آن فصل برای رسیدن به هر سه جام دیگر نیز جنگید، اما نهایتاً در لیگ برتر چهارم شدند، در فینال جام اتحادیه و در وقت اضافه به لیورپول باختند و پس از تساوی ۱–۱ مقابل بارسلونا در وایت‌هارت‌لین، بازی برگشت مرحله نیمه‌نهایی جام در جام را با یک گل واگذار کردند و از رسیدن به فینال جا ماندند.

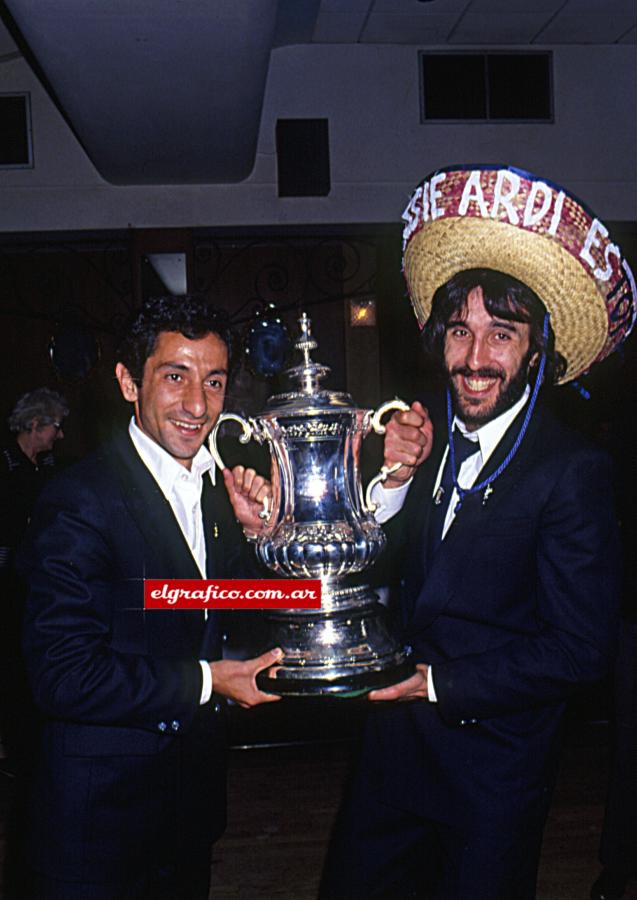
اسوالدو آردیلس و ریکاردو ویا همراه با جام حذفی ۱۹۸۱.

در سال ۱۹۸۰، باشگاه مرحله جدیدی از توسعه مجدد وایت‌هارت‌لین را با بازسازی جایگاه غربی و با پیشگامی آرتور ریچاردسون به عنوان رئیس جدید باشگاه آغاز کرد. جایگاه غربی تخریب و جایگاهی جدید که تکمیلش ۱۵ ماه طول کشید در سال ۱۹۸۲ افتتاح شد. هزینه‌های پروژه از ۳٫۵ میلیون پوند به ۶ میلیون پوند تجاوز کرد و در کنار آن هزینه بازسازی تیم پس از بازگشتش به دسته برتر، مشکلات مالی را دامن‌گیر باشگاه کرد. در این هنگام ایروینگ اسکالر که سازنده املاک و از طرفداران اسپرز بود شروع به خرید سهام باشگاه کرد. او از شکاف ایجاد شده در هیئت مدیره بین ریچاردسون و رئیس سابق باشگاه، سیدنی ویل استفاده کرد و ویل را متقاعد کرد تا سهامش را بفروشد. اسکالر ۲۵٪ از سهام باشگاه را به ارزش ۶۰۰٬۰۰۰ پوند خرید و در کنار ۱۵٪ سهمی که با کمک پل بابروف از خانواده بیرمن؛ رئیس سابق خریداری کرد، در دسامبر ۱۹۸۲ کنترل باشگاه را به دست گرفت. اسکالر باشگاهی را که تقریباً ۵ میلیون پوند بدهکار بود به ارث برد که در آن زمان بزرگترین بدهی در فوتبال انگلیس محسوب می‌شد اما حق تقدم او پس از به دست گرفتن زمام باشگاه، یک میلیون پوند برایش به ارمغان آورد. در سال ۱۹۸۳، یک شرکت هلدینگ جدید به نام شرکت عمومی محدود تاتنهام هاتسپر تأسیس و باشگاه فوتبال به عنوان شرکت تابعه آن در نظر گرفته شد. سهام این شرکت با ارزش ۹ میلیون پوند در بورس اوراق بهادار لندن عرضه شد و تاتنهام اولین باشگاه ورزشی نام گرفت که چنین کاری انجام می‌داد. اسکالر در کنار مارتین ادواردز از منچستریونایتد و دیوید دین از آرسنال، باشگاه‌های فوتبال انگلیس را به محلی برای سرمایه‌گذاری‌های تجاری تبدیل کردند که اصول تجاری را در اداره باشگاه‌ها به کار می‌بردند تا سودشان را به حداکثر برسانند. این روند در نهایت منجر به تشکیل لیگ برتر شد.

اینجا قبلاً یک باشگاه فوتبال بود.

—معمولاً به اشتباه به کیت بورکینشاو نسبت داده می‌شود، ۱۹۸۴

این نقل قول در واقع از روزنامه‌نگاری به نام کن جونز است و به آهنگ  There Used to Be a Ballpark، اثر فرانک سیناترا اشاره دارد. به‌طور کلی به عنوان اظهار نظری در مورد تجاری‌سازی فوتبال در نظر گرفته می‌شود.
در سال ۱۹۸۴، تاتنهام به فینال جام یوفا رسید. پس از تساوی ۱–۱ در هر دو بازی رفت و برگشت مقابل اندرلشت، کار به ضربات پنالتی کشیده‌شد. دروازه‌بان تاتنهام، تونی پارکس، با مهار ضربه پنالتی پنجم اندرلشت تکلیف قهرمان را مشخص کرد. این سومین جام بزرگی بود که باشگاه تحت هدایت بورکینشاو در دهه ۱۹۸۰ کسب می‌کرد. چند هفته قبل از این پیروزی، بورکینشاو اعلام کرد با توجه به اختلاف نظرش با مدیران و بی‌علاقگی‌اش به ادامه کار براى باشگاه، در پایان آن فصل تاتنهام را ترک خواهد کرد.

## شریوز و پلیت (۱۹۸۷–۱۹۸۴)
در ژوئن ۱۹۸۴ پیتر شریوز که دستیار بورکینشاو بود به عنوان جانشین او بر صندلی مربیگری تاتنهام نشست. به گفته اسکالر، الکس فرگوسن که سرمربی وقت آبردین بود و دو سال بعد هدایت منچستریونایتد را بر عهده گرفت، در آن زمان توافقی را برای سرمربیگری تاتنهام پذیرفته بود که آن را زیر پا گذاشت. تاتنهام شروع قدرتمندی در فصل ۸۶–۱۹۸۵ داشت و به نظر می‌رسید خود را از زمستان آماده قهرمانی می‌کند اما یک سری نتایج ضعیف خانگی در سال ۱۹۸۵ سبب شد تا اورتون و لیورپول از آنها پیشی بگیرند و در نهایت قهرمان و نایب‌قهرمان لیگ شوند. جایگاه سوم آنها در جدول نهایی لیگ، سهمیه‌ای تضمین‌شده برای حضورشان در جام یوفا بود اما با وقوع فاجعه هیسل در ۲۹ مه ۱۹۸۵ که در آن شورش هواداران لیورپول در فینال جام باشگاه‌های اروپا به مرگ ۳۹ تماشاگر منتهی شد، همه باشگاه‌های انگلیسی از مسابقات اروپایی محروم شدند. در سال ۱۹۸۶، پریمن پس از ۱۹ سال حضور در باشگاه (۱۷ سال در تیم اصلی) و با رکورد ۶۵۵ بازی در لیگ، از تاتنهام جدا شد. در همان سال، اسپرز زمین تمرین چزنت را که از سال ۱۹۵۲ در اختیارش داشت، با رقمی بالغ بر ۴ میلیون پوند فروخت. علیرغم خرید کریس وادل و پل آلن در تابستان ۱۹۸۵، فصل ۸۶–۱۹۸۵ برای تاتنهام ناامیدکننده سپری شد و شریوز در پایان آن فصل اخراج شد.
پس از اخراج شریوز، دیوید پلیت جای او را گرفت که پیش از این سابقه مربیگری نانیتون‌تاون و لوتون‌تاون را در کارنامه داشت. در بیشتر مسابقات فصل ۸۷–۱۹۸۶، اسپرز با یک خط هافبک ۵ نفره بازی می‌کرد که در زمان خودش غیرمعمول بود و هادل، آردیلس، آلن، وادل و استیو هاج آن را شکل می‌دادند. کلایو آلن که به عنوان تنها مهاجم، در سیستم منحصربه‌فرد آن فصل تاتنهام بازی می‌کرد، ۴۹ گل در تمام مسابقات به ثمر رساند که همچنان یک رکورد در تاریخ باشگاه باقی مانده‌است. تاتنهام در طول فصل برای هر سه جام بزرگ داخلی جنگید، اما فصل را دست‌خالی به پایان رساند. در نیمه‌نهایی جام اتحادیه، کار را به آرسنال، قهرمان نهایی رقابت‌ها واگذار کرد. قهرمانی در دسته اول را در رقابت با اورتون از دست داد و در فینال جام حذفی با نتیجه ۳–۲ مقابل کاونتری‌سیتی شکست خورد. گل پیروزی‌بخش کاونتری در وقت اضافه اول و پس از انحراف توپ از روی زانوی گری مابوت وارد دروازه شد و به‌عنوان گل‌به‌خودی به آنها پیشکش شد. در انتهای فصل ۱۹۸۷، گلن هادل پس از یک دهه بازی به‌عنوان نیروی محرکه در خط هافبک تاتنهام، به موناکو فروخته شد.

## تری ونبلز (۱۹۹۳–۱۹۸۷)
پلیت به دلیل برخی مسائل خانوادگی‌اش، باشگاه را در اکتبر ۱۹۸۷ ترک کرد و تری ونبلز که تا آن زمان کارنامه مربیگری چشمگیری را ثبت کرده و از بازیکنان سابقش بود، جای او را گرفت. ونیبلز هدایت تیمی را به دوش کشید که با گذشت یک‌چهارم از بازی‌های لیگ در فصل ۸۸–۱۹۸۷، برای رهایی از منطقه خطر دست و پنجه نرم می‌کرد. دروازه‌بان کهنه‌کار تیم، ری کلمنس، پس از آسیب‌دیدگی تاندون آشیل مجبور شد در همان روزهای ابتدایی فصل بازنشستگی‌اش را اعلام کند و تِری فِنویک و پُل والش که از خریدهای جدید ونیبلز بودند، نتوانستند تیم را از نیمه دوم جدول بالا بکشند و فصل برای تاتنهام در جایگاه سیزدهم به پایان رسید. کلایو آلن نیز در این فصل، رونق کمتری در خط حمله به عنوان مهاجم داشت و در مارس ۱۹۸۸ به باشگاه فرانسوی بوردو فروخته شد.
در ژوئن ۱۹۸۸، هافبک نیوکاسل، پل گسکوین با مبلغ ۲ میلیون پوند که رکوردی ملی در زمینه نقل و انتقالات بود و پل استوارت مهاجم منچسترسیتی با ۱٫۷ میلیون پوند، توسط ونیبلز و به‌منظور تقویت تیم به خدمت گرفته‌شدند. اسپرز شروعی متزلزل در فصل ۸۹–۱۹۸۸ داشت. بازی افتتاحیه مقابل کاونتری به دلیل بازسازی ناقص جایگاه شرقی، تنها چند ساعت قبل از شروع به تعویق افتاد که کسر دو امتیاز از باشگاه را به دنبال داشت (که بعداً با جریمه ۱۵٬۰۰۰ پوندی جایگزین شد). بداقبالی آنها با رشته‌ای از باخت‌ها در ماه اکتبر تکمیل شد. تاتنهامی‌ها در پایان اکتبر نائب‌قهرمان جدولِ وارونه لیگ بودند اما با شروع سال ۱۹۸۹، خود را تا جایگاه نهم ارتقاء دادند و در جدول نهایی ششم شدند.

### قهرمانی در جام‌حذفی و درام هیئت‌مدیره
با پایان یافتن دهه ۱۹۸۰ و آغاز دهه ۱۹۹۰، مشکلات مالی بزرگی گریبان‌گیر اسپرز شده‌بود و بدهی‌شان در سال ۱۹۹۱، ۲۰ میلیون پوند گزارش شد. جایگاه شرقی در سال ۱۹۸۹ مرمت شد، اما هزینه تعمیرش به دو برابر هزینه مورد توقع متجاوز شد و از ۸ میلیون پوند فراتر رفت. در عین حال تلاش‌های شرکت برای وسعت‌دادن دامنه فعالیتشان به کسب‌وکارهایی چون شرکت‌های پوشاک هومل یو کِی و مارتِکس نتوانست درآمد مورد انتظارشان را ایجاد کند و در واقع سرمایه آنها را نابود کرد. گری لینه‌کر مهاجم انگلیسی بارسلونا، در ژوئیه ۱۹۸۹ و با مبلغ ۱٫۲ میلیون پوند، خود را به وایت‌هارت‌لین رساند. با این وجود، باشگاه که از نظر مالی در تنگنا قرار داشت حتی با اینکه چند روز بعد وادل را به مبلغ ۴٫۲۵ میلیون پوند به مارسی فروخت، قادر به پرداخت کامل هزینه‌اش به بارسلونا نبود. اسکالر مجبور شد وام مخفیانه ۱٫۱ میلیون پوندی را از رابرت مکسول بگیرد. افشای این خبر جنجال بسیاری به‌پا کرد و به دنبال آن تلاش‌ها برای برکنار کردن اسکالر و حذف او از هیئت‌مدیره آغاز شد. مکسول که ابتدا آکسفورد یونایتد و سپس دربی‌کانتی را در تملک داشت، به باشگاه علاقه‌مند شد و دربی‌کانتی را برای فروش گذاشت تا بتواند تاتنهام را تصاحب کند. ونیبلز، که تلاش قبلی‌اش برای خرید باشگاه ناکام ماند، در ژوئن ۱۹۹۱ و با کمک تاجری به نام آلن شوگر، کنترل شرکت عمومی محدود تاتنهام هاتسپر را به دست گرفت و سهم اسکالر را به مبلغ ۲ میلیون پوند خریداری کرد و اینگونه از تصاحب باشگاه توسط مکسول جلوگیری کرد.
با وجود لینه‌کر و گسکوین در ترکیب، اسپرز رقابت برای کسب قهرمانی در دسته اول فصل ۹۰–۱۹۸۹ را به لیورپول باخت و به رتبه سوم رضایت داد. آنها فصل ۹۱–۱۹۹۰ را بدون شکست در ده بازی آغاز کردند، اما نتوانستند فرم ابتدایی‌شان در لیگ را در نیم‌فصل دوم حفظ کنند و سرآخر در جدول نهایی لیگ دهم شدند. علیرغم اینکه کارشان در لیگ را با قرار گرفتن در میانه جدول پایان دادند اما این فصل به دلیل عملکردشان در جام حذفی ۹۱–۱۹۹۰، نقطه عطفی در تاریخ تاتنهام است. آنها با پیروزی ۳–۱ در بازی نیمه‌نهایی مقابل آرسنال، سد رسیدن به فینال را شکستند. گل اول تاتنهام از نقاط برجسته در این بازی بود که از فاصله ۳۰ یاردی و با ضربه آزاد گسکوین حاصل شد. این گل به عنوان یکی از بهترین گل‌های این رقابت‌ها در یادها مانده‌است. در بازی نهایی مقابل ناتینگهام فارست، گسکوین به دنبال تکل بی‌پروایش بر روی گری چارلز، دچار آسیب جدی رباط صلیبی در زانوی خود شد. با گل‌به‌خودی بازیکن ناتینگهام در وقت اضافه، اسپرز با نتیجه ۲–۱ قهرمان و اولین تیمی شد که هشت جام حذفی را به دست می‌آورد؛ رکوردی که بعدها و در سال ۱۹۹۶ توسط منچستریونایتد شکسته شد. شور و هیجان شمالی‌نشینان لندن در پی این قهرمانی، شوگر را واداشت (او اطلاعات کمی از تاریخ باشگاه داشت و گفته‌می‌شود زمانی که یک نفر از دوگانه تاتنهام برایش یاد کرد، پرسیده‌بود:"کدام دوگانه؟") تا به‌طور غیرمنتظره‌ای با ونیبلز تماس بگیرد و به اشتراک باشگاه را بخرند.
گسکوین هدف نقل و انتقالات باشگاه ایتالیایی لاتزیو بود، اما آسیب‌دیدگی زانوی او که بعداً در یک باشگاه شبانه تشدید شد، سبب شد تا فصل ۹۲–۱۹۹۱ را از دست بدهد و انتقالش به لاتزیو به حال تعلیق درآمد. در تابستان ۱۹۹۲، زانوی او بهبود یافت اما همین مصدومیت، توافق اولیه‌اش با لاتزیو به مبلغ ۷٫۹ میلیون پوند را برهم زد و سرآخر با مبلغ ۵٫۵ میلیون پوند راهی این تیم شد. پس از آن و در ماه نوامبر گری لینه‌کر اعلام کرد که در پایان فصل اسپرز را ترک خواهد کرد تا سال‌های پایانی دوران بازی‌اش را در ژاپن ادامه دهد. پل والش و پل استوارت از دیگر بازیکنانی بودند که باشگاه را ترک کردند.
در فصل ۹۲–۱۹۹۱، ونیبلز مدیر اجرایی باشگاه شد و شریوز دوباره مسئولیت امور تیم اصلی را بر عهده گرفت. در تابستان ۱۹۹۲، ونیبلز تصمیم گرفت تا دوباره مربیگری را به دست بگیرد. شریوز اخراج شد و سبک مربیگری اروپایی با هدایت داگ لیورمور و کلمنس در جایگاه دستیارش در تیم جریان پیدا کرد. اگرچه شوگر و ونیبلز شراکتشان را با سرمایه‌گذاری یکسانِ ۳٫۲۵ میلیون پوندی در باشگاه شروع کردند، اما نفوذ مالی شوگر به او اجازه داد تا سهامش را به ۸ میلیون پوند در دسامبر ۱۹۹۱ افزایش دهد و کنترل باشگاه را به دست بگیرد. در ماه مه ۱۹۹۳، پس از یک مشاجره در جلسه هیئت مدیره، تری ونیبلز به‌طور بحث‌انگیزی توسط شوگر از هیئت‌مدیره تاتنهام اخراج شد. تصمیم او در دادگاه عالی رد و سپس در دادگاه تجدید نظر لغو شد. علیرغم اینکه در ابتدا، شوگر به عنوان ناجی باشگاه دیده می‌شد، اما اخراج چهره‌ای محبوب همچون ونیبلز و در کنارش تصور کمبود مبلغ سرمایه‌گذاری شده در باشگاه نزد هواداران، باعث خصومت طولانی مدت برخی از هواداران با او شد که به دفعات خواستار استعفایش بودند.

## آغاز لیگ برتر فوتبال (۲۰۰۴–۱۹۹۲)
اسپرز یکی از پنج باشگاهی بود که برای تأسیس لیگ برتر تلاش کرد که با تأیید اتحادیه فوتبال ایجاد و جایگزین دسته اول به عنوان بالاترین سطح از فوتبال در انگلیس شد. همزمان با تغییرات بزرگی که در فوتبال انگلیس در جریان بود تاتنهام خریدهای بزرگی انجام داد: دارن اندرتون به‌عنوان وینگر، نیل رودوک برای خط دفاعی و تدی شرینگهامِ مهاجم که با مبلغ ۲٫۱ میلیون پوند از ناتینگهام‌فارست جذب شد. رقم قرارداد شرینگهام، رکورد باشگاه در زمینه جذب بازیکن بود. انتقال شرینگهام بعداً سیل اتهامات «رشوه» را علیه برایان کلاف، سرمربی وقت ناتینگهام‌فارست، روان کرد. در اولین فصل از لیگ برتر که مصادف با آخرین سال حضور ونیبلز به عنوان سرمربی بود، اسپرز هشتم شد. تدی شرینگهام با ۲۲ گل که ۲۱ گل آن را برای تاتنهام به ثمر رساند، نامش را به عنوان بهترین گلزن اولین فصل از لیگ برتر ثبت کرد.

### آردیلس، فرانسیس و گروس
جدایی ونیبلز باعث شد پس از دو فصل، تاتنهام از یک ساختار دو لایه به یک مجموعه مربیگری متعارف برگردد. اوسوالدو آردیلس که از بازیکنان سابق تاتنهام بود، هدایت تیم اصلی را بر عهده گرفت. در فصل ۹۴–۱۹۹۳، مصدومیت شرینگهام در اکتبر ۱۹۹۳ بر عملکرد اسپرز تأثیر گذاشت و احتمال سقوط پررنگ شد. اما پیروزی در بازی ماقبل آخر فصل، بقایشان در لیگ برتر را تضمین کرد و در نهایت پانزدهم شدند. در این زمان اسپرز به اتهام عدم شفافیت و تخلفات مالی تحت بازجویی قرار گرفت که ادعا می‌شد در دهه ۱۹۸۰ و تحت ریاست ایروینگ اسکالر بر هیئت‌مدیره رخ داده‌است. در ژوئن ۱۹۹۴، باشگاه به دلیل پرداخت‌های غیرقانونی به بازیکنان مجرم شناخته شد. اسپرز ۶۰۰٬۰۰۰ پوند جریمه و دوازده امتیازش در لیگ برای فصل ۹۵–۱۹۹۴ کسر و از حضور در جام‌حذفی آن فصل نیز محروم شد. پس از درخواست تجدیدنظر، تعداد امتیازات کسر شده کاهش و در ازایش جریمه نقدی به ۱٫۵ میلیون پوند افزایش یافت. پس از تهدید شوگر به شکایت از اتحادیه فوتبال، کسر امتیاز و محرومیتشان از جام حذفی در حکمی دیگر لغو شد، اگرچه جریمه نقدی آنها همچنان پابرجا ماند.
علیرغم جریمه، باشگاه مصمم بود تا عملکردی موفق در فصل ۹۵–۱۹۹۴ داشته باشد و برای رسیدن به این منظور با سه بازیکنی که در جام جهانی تابستان ۱۹۹۴ حضور داشتند، قرارداد امضا کرد: یورگن کلینزمن مهاجم آلمان و ایلیه دومیترسکو و گئورگه پوپسکو از رومانی. پیش از این، مهاجمان در ترکیب تیم اسپرز شامل شرینگهام، اندرتون و نیک بارمبی بودند اما آردیلس تصمیم گرفت با پنج بازیکن هجومی بازی کند که کلینزمن، شرینگهام، اندرتون، بارمبی و دومیترسکو را شامل می‌شد. این پنج نفر در میان هواداران به «پنج نامدار» ملقب شدند. در اوت ۱۹۹۴ و در اولین بازی از فصل ۹۵–۱۹۹۴ به مصاف شفیلد ونزدی رفتند و در یک بازی که با عنوان «نمایش نفسگیر فوتبال» توصیف شد با نتیجه ۴–۳ پیروز شدند. اما با این همه، عدم توازن در سیستم آردیلس باعث شد تا گلزنی به تاتنهام برای حریفان کار سهلی شود و تنها در ۱۵ بازی نخستشان، ۳۳ گل دریافت کردند. در سپتامبر، اسپرز با شکست‌های متوالی دست و پنجه نرم کرد و در ماه اکتبر، پس از شکست ۳–۰ در جام اتحادیه، آردیلس اخراج شد. در آن زمان اسپرز فقط دو خانه بالاتر از منطقه سقوط قرار داشت، اگرچه بازگشت امتیازات کسر شده آنها را تا رده یازدهم جدول بالا برد.
آردیلس جای خود را به گری فرانسیس داد. او سایه سنگین سقوط را از سر تاتنهام برداشت و باشگاه را تا رده هفتم جدول لیگ بالا برد و تنها یک خانه تا رسیدن به سهمیه جام یوفا ۹۶–۱۹۹۵ جا ماند. هنگامی که حکم محرومیتشان از جام حذفی برداشته شد، اسپرز تا یک قدمی فینال بالا رفت؛ اگرچه با شکست ۴–۱ مقابل اورتونِ قهرمان، مسیرشان برای رسیدن به فینال سد شد. کلینزمن با ۲۹ گلی که در تمامی رقابت‌ها به ثمر رساند، بهترین گلزن باشگاه بود، اما احساس می‌کرد اسپرز نمی‌تواند در فصول آینده برای قهرمانی بجنگد، پس به کشورش بازگشت تا به بایرن‌مونیخ ملحق شود. بارمبی، دومیترسکو و پوپسکو نیز باشگاه را ترک کردند. با خروج این بازیکنان، فرانسیس با روئل فاکس و کریس آرمسترانگ قرارداد امضا کرد که برای هر کدام بیش از ۴ میلیون پوند پرداخت شد، اما به شانس خود برای خرید دنیس برکمپ که از طرفداران گلن هادل و علاقه‌مند به پیوستن به تاتنهام بود، پشت کرد. از دیگر خریدهای آن فصل می‌توان به لدلی کینگ اشاره کرد که تا چند سال در ترکیب اصلی جایی پیدا نکرد اما بعدها بازوبند کاپیتانی را نیز به بازو بست. نقل و انتقالات فرانسیس نتوانست جواز حضور در رقابت‌های اروپایی را برای تیمش فراهم کند و اسپرز در سال ۱۹۹۶ هشتم و سال بعد دهم شد. در تابستان ۱۹۹۷، شرینگهام به منچستریونایتد رفت و لس فردیناند با رکورد ۶ میلیون پوند و دیوید ژینولا با ۲٫۵ میلیون پوند از نیوکاسل به تیم پیوستند. اگرچه فردیناند خیلی زود دچار مصدومیت شد. در نوامبر ۱۹۹۷ و پس از شکست ۴–۰ مقابل لیورپول، فرانسیس تصمیم به استعفا گرفت.

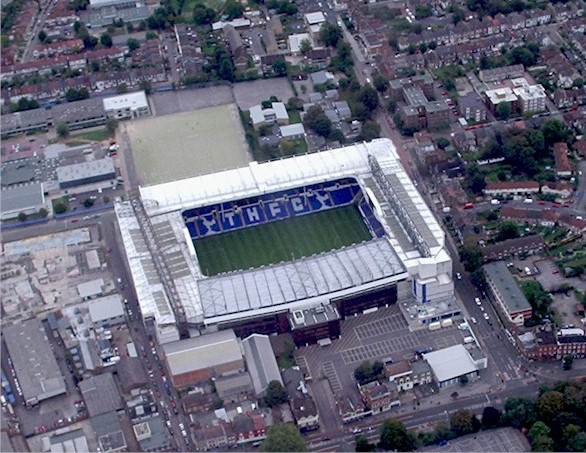
وایت‌هارت‌لین با ظاهری که از اواخر دهه ۱۹۹۰ تا ۲۰۱۶ داشت.

کریستین گروس که قهرمانی در لیگ سوئیس را با گراسهاپرز در کارنامه داشت، به عنوان جانشین فرانسیس انتخاب شد. گروس در فصل ۹۸–۱۹۹۷ نتوانست سرنوشت باشگاه را تغییر دهد و تیم در ادامه فصل، تنها برای ماندگاری در لیگ می‌جنگید. در دسامبر و به صورت قرضی، کلینزمن به اسپرز بازگشت و در بازی ماقبل آخر فصل در خانه ویمبلدون، چهار گل در راه پیروزی ۶–۲ تاتنهام به ثمر رساند و بقای تیمش را تضمین کرد. تا پایان فصل، بازسازی ورزشگاه وایت‌هارت‌لین به پایان رسید. وایت‌هارت‌لین در دهه ۱۹۹۰ به یک ورزشگاه تمام‌صندلی تبدیل و جایگاه جنوبی بازسازی و طبقه جدیدی به جایگاه شمالی اضافه شد که ظرفیت ورزشگاه را به حدود ۳۶٬۲۴۰ نفر رساند. ورزشگاه تا سال ۲۰۱۶ به همین شکل باقی‌ماند و صرفاً چند تغییر جزئی داشت.

### جرج گراهام و قهرمانی در جام اتحادیه
پس از باخت در دو بازی از سه بازی اول فصل ۹۹–۱۹۹۸، گروس اخراج و سرمربی سابق آرسنال، جرج گراهام به خدمت گرفته شد. گراهام با اشتفان فرویند که محبوب طرفداران شد و همچنین تیم شروود قرارداد امضا کرد. هواداران از گراهام به دلیل ارتباطش با آرسنال انتقاد و از سبک دفاعی او در فوتبال نفرت داشتند، آن هم در زمانی که آرسن ونگر با سبک فوتبال تهاجمی‌اش موفقیت‌های بزرگی را در آرسنال رقم می‌زد. با این وجود در اولین فصل مربیگری گراهام، اسپرز فصل ۹۹–۱۹۹۸ را در رده‌های میانی جدول به پایان رساند و جام اتحادیه را به دست آورد. در بازی نهایی و به میزبانی ورزشگاه ومبلی، تاتنهام به مصاف لسترسیتی رفت. در دقیقه ۶۳ و در حالی که بازی با تساوی بدون گل سپری می‌شد مدافع کناری‌شان، جاستین ادینبورو پس از درگیری با رابی ساویج اخراج شد، اما تاتنهامِ ده نفره در ۹۳امین دقیقه از بازی، با شیرجه آلن نیلسن و ضربه سرش، یک پیروزی دراماتیک را به دست آورد. در سالی که منچستریونایتد سه‌گانه را به دست آورد، دیوید ژینولای تاتنهام جایزه بازیکن سال اتحادیه بازیکنان حرفه‌ای انگلستان و جایزه بهترین بازیکن سال انجمن نویسندگان فوتبال انگلستان را به دست آورد.
سال بعد، تاتنهام کارش را در میانه جدول لیگ تمام کرد. در می ۲۰۰۰ و با رکورد ۱۱ میلیون پوند، سرهی ربروف اوکراینی را از دیناموکیف به خدمت گرفتند. اما ربروف در وایت‌هارت‌لین موفق نبود و تنها ده گل در چهار فصل بعدی به ثمر رساند.

### مالکیت جدید و گلن هادل
در اواخر سال ۲۰۰۰، شوگر تصمیم گرفت سهامش در باشگاه را بفروشد و دلیلش را خصومت هواداران نسبت به او و خانواده‌اش عنوان کرد. ۲۷٪ از ۴۰٪ سهام او در تاتنهام به مبلغ ۲۲ میلیون پوند به گروه انیک فروخته شد و با تکمیل فروش سهامش، در فوریه ۲۰۰۱ از سمتش کناره‌گیری کرد. بقیه سهام او در سال ۲۰۰۷ به قیمت ۲۵ میلیون پوند فروخته شد. با مالکیت جو لوئیس و دنیل لوی که مسئولیت اداره باشگاه را برعهده گرفت، انیک در نهایت ۸۵٪ از تاتنهام را به دست آورد. این باشگاه در سال ۲۰۱۲ به مالکیت خصوصی آن منتقل شد. یک ماه پس از اینکه لوی بر صندلی ریاست باشگاه نشست، نایبش دیوید بوکلر، اظهار نظر گراهام در مورد وضعیت مالی اسپرز را نقض قرارداد دانست و جرج گراهام اخراج شد.
هدایت تیم موقتاً به دیوید پلیت سپرده شد و در هفته‌های پایانی از فصل ۰۱–۲۰۰۰ به گلن هادل، بازیکن سابق تاتنهام واگذار شد. اولین تجربه هادل بر روی نیمکت تاتنهام، بازی نیمه‌نهایی جام حذفی ۲۰۰۱ بود که نتیجه‌اش، شکست مقابل آرسنال شد. سول کمبل که بازوبند کاپیتانی اسپرز را به بازو داشت در تابستان آن سال به عنوان بازیکن آزاد به آرسنال پیوست. از دست دادن مبلغ انتقال برای اسپرز، انتقال به سرسخت‌ترین رقیبشان و شیوه مخفیانه مذاکره‌اش برای انتقال، منجر به دشمنی طولانی‌مدت طرفداران اسپرز با کمبل شد. هادل به بازیکنان باتجربه‌تری مثل تدی شرینگهام روی آورد که در می ۲۰۰۱ به تاتنهام بازگشت و گاس پویت و کریستین زیگ را که از خریدهای جدید بودند به ترکیب تیمش افزود. اسپرز در ماه‌های ابتدایی مربیگری او، فوتبال دلگرم‌کننده‌ای بازی کرد اما درآخر، فصل ۰۲–۲۰۰۱ را با رتبه نهم به پایان رساندند و فینال جام اتحادیه را به بلکبرن باختند. علیرغم از دست دادن جام اتحادیه، پیروزی ۵–۱ آنها مقابل چلسی در دور نیمه‌نهایی، رضایت خاطر هواداران را جلب کرد.
تنها هزینه قابل توجهی که قبل از آغاز فصل بعدی انجام شد، خرید ۷ میلیون پوندی رابی کین بود که از لیدز یونایتد به این تیم پیوست. جیمی ردنپ هم قبلاً و با یک انتقال آزاد به جمع بازیکنان ملحق شد. فصل ۰۳–۲۰۰۲ به خوبی آغاز و تاتنهام پس از سه پیروزی متوالی، صدرنشین لیگ شد و عنوان بهترین مربی ماه اوت به هادل رسید. در فوریه، تاتنهام همچنان در جمع شش تیم برتر قرار داشت، اما در ده بازی پایانی لیگ تنها هفت امتیاز به دست آورد و فصل با کسب مقام دهم به پایان رسید. چندین بازیکن علناً از مهارت‌های مربیگری و ارتباطی هادل انتقاد کردند. اسپرز فصل ۰۴–۲۰۰۳ را ضعیف آغاز کرد و تنها چهار امتیاز از شش بازی به دست آورد. در حالی که اسپرز از پایین جدول در رده سوم قرار داشت، هادل توسط لوی اخراج و پلیت دوباره به عنوان سرمربی موقت برگزیده شد.

## تجدید حیات و لیگ قهرمانان اروپا (۲۰۱۴–۲۰۰۴)

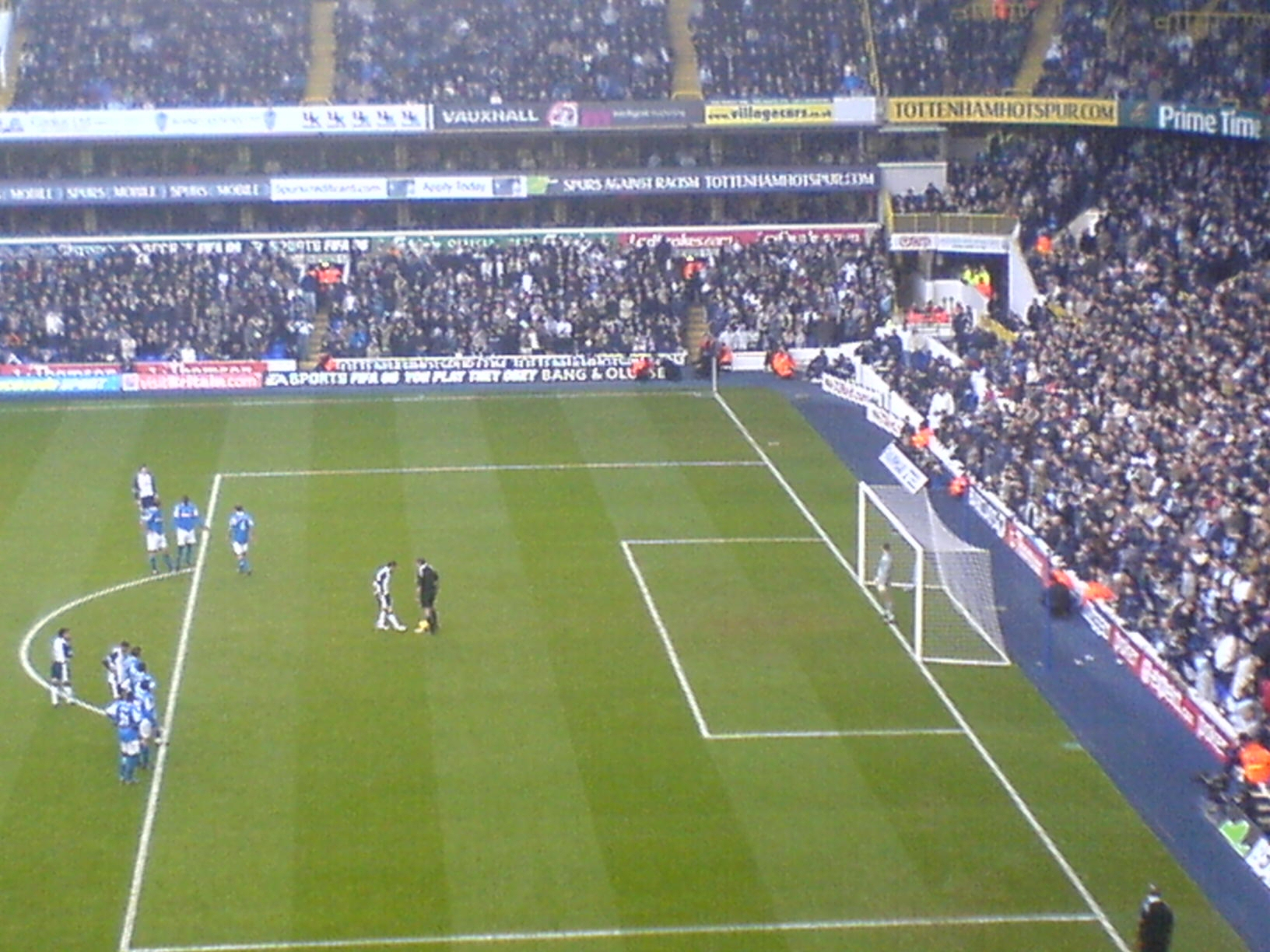
رابی کین، خود را برای ضربه پنالتی آماده می‌کند. وایت‌هارت‌لین، ۲۰۰۵.

تاتنهام در ژوئن ۲۰۰۴، ژاک سانتینی فرانسوی را به عنوان سرمربی و مارتین یول را به دستیاری‌اش منصوب و فرانک آرنسن را مدیر ورزشی کرد. در اوایل نوامبر و تنها پس از ۱۳ بازی، سانتینی تصمیم به ترک باشگاه گرفت؛ این دوره، کوتاه‌ترین حضور یک مربی در اسپرز است. یول جایگزین سانتینی شد و تیم را در فصل ۰۵–۲۰۰۴ به مقام نهم رساند. در ژوئن ۲۰۰۵ آرنسن به چلسی رفت و دیمین کومولی جایگاهش به عنوان مدیر ورزشی را اشغال کرد. ادگار داویدس در سال ۲۰۰۵، دیمیتار برباتوف در سال ۲۰۰۶، و گرت بیل در مه ۲۰۰۷ از جمله بازیکنانی بودند که یول به باشگاه آورد. مایکل کریک از بازیکنانی بود که تیم را ترک کرد و در سال ۲۰۰۶ با مبلغ ۱۸٫۶ میلیون پوند به منچستریونایتد رفت.
در طول فصل ۰۶–۲۰۰۵، اسپرز توانست به مدت شش ماه خود را در جمع چهار تیم برتر لیگ حفظ کند. تاتنهام تا قبل از آخرین بازی فصل با اختلاف یک امتیاز نسبت به آرسنال پیش بود. اما بسیاری از بازیکنان، از جمله کین و کریک در اثر غذایی که شب قبل خوردند دچار مسمومیت شدند و در پی این حادثه، تاتنهام آخرین بازی فصل را در خانه وستهام واگذار کرد. اسپرز نتوانست خانه‌ای از جدول لیگ را اشغال کند که دروازه ورودش به لیگ قهرمانان اروپا باشد، اما بهترین رتبه‌اش در ۱۶ سال گذشته را ثبت کرد و سهمیه جام یوفا را گرفت. در فصل ۰۷–۲۰۰۶، آنها برای دومین سال متوالی پنجم شدند.

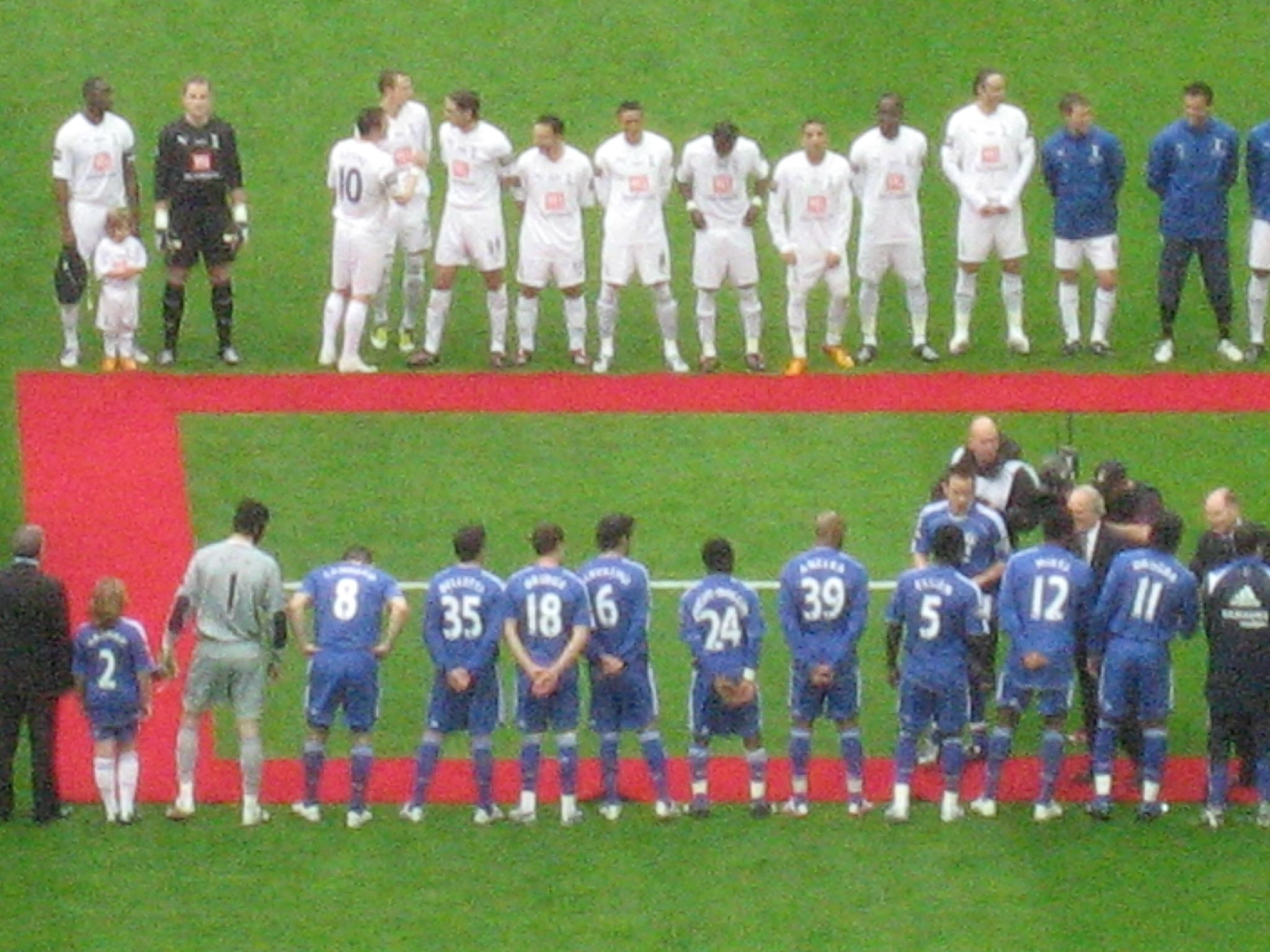
فینال جام کارلینگ (جام اتحادیه) در سال ۲۰۰۸، با پیروزی ۲–۱ تاتنهام مقابل چلسی.

در فصل ۰۸–۲۰۰۷، باشگاه در ده بازی اول خود در لیگ تنها یک برد را به دست آورد که بدترین شروع آنها در ۱۹ سال گذشته بود. یول پس از اطلاع از برکناری‌اش قبل از بازی جام یوفا در ۲۵ اکتبر ۲۰۰۷، اخراج شد. خوانده راموس با سابقه هدایت سویا، جانشین این سرمربی هلندی شد. در فوریه ۲۰۰۸، اسپرز با کاپیتانی لدلی کینگ و با شکست ۲–۱ چلسی در بازی نهایی، قهرمانی در جام اتحادیه را جشن گرفت. در پایان فصل، لوکا مودریچ، قرارداد پیوستن به تیم را امضا کرد، اما برباتوف و کین که هر دو به ترک باشگاه اصرار داشتند، در تابستان به ترتیب به منچستریونایتد و لیورپول فروخته شدند. در فصل ۰۹–۲۰۰۸، تاتنهام بدترین شروع فصل را در تاریخ باشگاه ثبت کرد. ناکامی در کسب پیروزی در هشت بازی نخست، آنها را به قعر جدول لیگ برتر فرستاد. راموس و دیمین کومولی در ۲۵ اکتبر ۲۰۰۸ برکنار شدند و لوی به‌سبب ناتوانی در جذب جایگزین مناسب برای برباتوف و کین، هدف نقد هواداران قرار گرفت.

### هری ردنپ
مربی پورتسموث، هری ردنپ جانشین راموس شد. تاتنهام به حالت سنتی‌اش بازگشت و مسئولیت مربیگری و نقل و انتقالات بازیکنان به دوش ردنپ سپرده شد. ردنپ با کسب ۱۰ امتیاز از ۱۲ امتیاز ممکن در دو هفته اول هدایتش، باشگاه را از منطقه سقوط خارج کرد و فصل ۰۹–۲۰۰۸ را در رده هشتم جدول لیگ به پایان رساند. در پنجره نقل و انتقالات زمستانی ۲۰۰۹، کین و جرمین دفو پس از دوران حضورشان در لیورپول و پورتسموث، به باشگاه برگشتند. در تابستان همان سال پیتر کراوچ و در تابستان ۲۰۱۰، رافائل فن در فارت به جمع بازیکنان اضافه شدند.

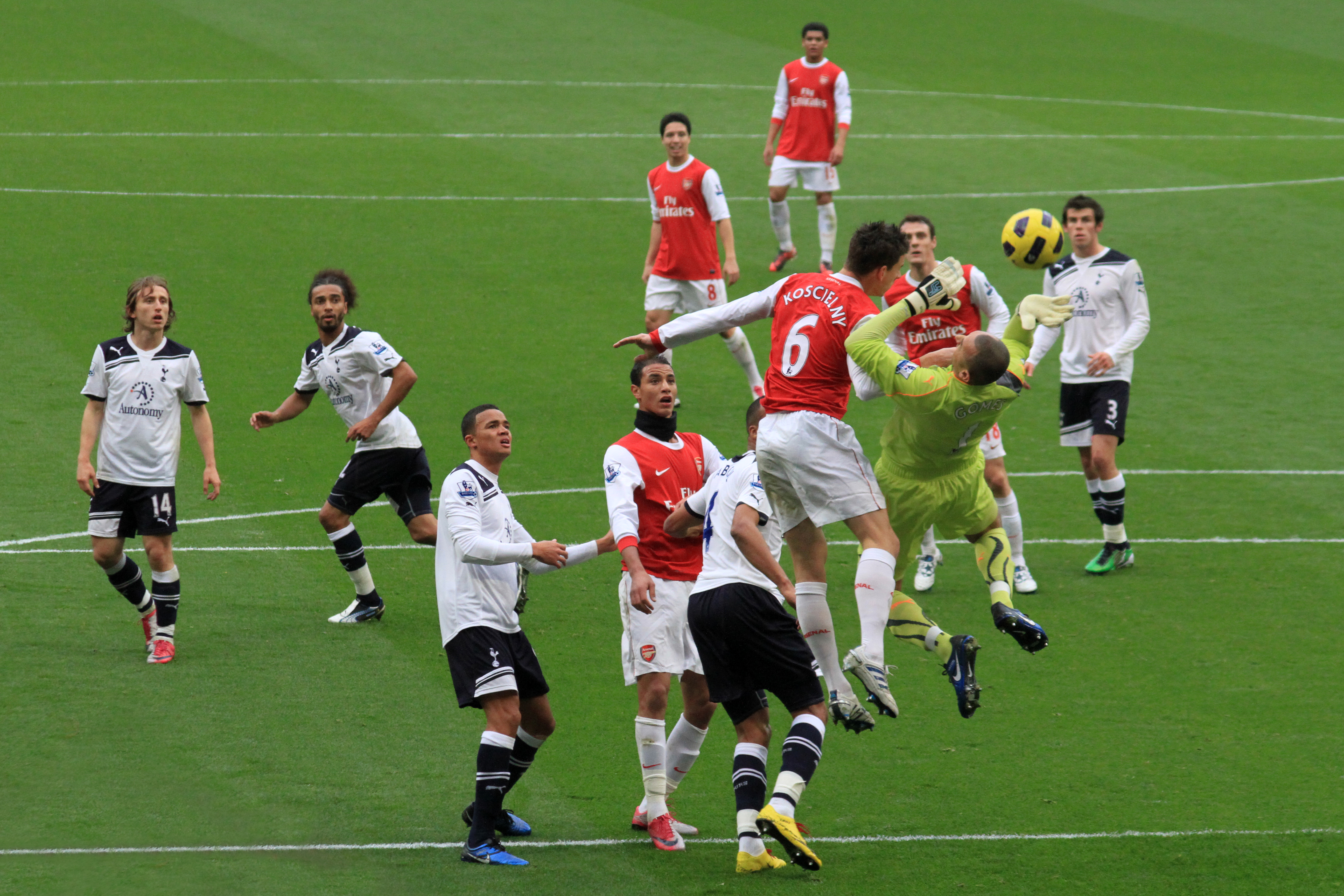
دربی شمال لندن به میزبانی ورزشگاه امارات در سال ۲۰۱۰ که با نتیجه ۳–۲ به سود اسپرز خاتمه پیدا کرد. بازیکنان تاتنهام در این تصویر لوکا مودریچ، جرمین جناس، و گرث بیل هستند.

عملکرد تیم در دو فصل بعد بهتر شد. از بازی‌های قابل‌توجه تاتنهام در فصل ۱۰–۲۰۰۹، پیروزی ۹–۱ خانگی‌شان مقابل ویگان اتلتیک با ۵ گل دفو بود که در لیگ برتر یک رکورد برای باشگاه است. برد ۲–۱ مقابل آرسنال با گل‌های بیل و دنی رز تازه‌کار، از دیگر نقاط عطف تاتنهام در این فصل بود، چرا که برای نخستین بار از زمان ایجاد لیگ برتر، رقیب دیرینه‌شان را شکست می‌دادند. اسپرز فصل ۱۰–۲۰۰۹ را در جایگاه چهارم به پایان رساند و برای اولین بار در تاریخ خود به مرحله انتخابی لیگ قهرمانان اروپا رسید. در فصل ۱۱–۲۰۱۰ به مرحله گروهی لیگ قهرمانان اروپا راه پیدا کرد و صدرنشین گروهش شد. در مرحله حذفی میلان را در مجموع بازی‌های رفت و برگشت ۱–۰ شکست داد. در مرحله یک‌چهارم نهایی و پس از اخراج کراوچ در دقایق ابتدایی بازی، تیم ۱۰ نفره تاتنهام شکست سنگین ۴–۰ را در ورزشگاه سانتیاگو برنابئو متحمل و در مجموع دو بازی، ۵–۰ مغلوب رئال‌مادرید شد. در اوایل فصل و با گل‌های فن‌درفارت و بیل، آرسنال را در امارات شکست دادند که اولین بردشان در خانه آرسنال، پس از ۱۷ سال بود.
در ابتدای فصل ۱۲–۲۰۱۱، یک هفته قبل از تقابل خانگی‌شان در لیگ برابر اورتون، این بازی به دلیل شورش‌های ۲۰۱۱ در تاتنهام لغو شد. اسپرز دو بازی بعدش را باخت، اما موفق به ثبت ده پیروزی و یک تساوی در یازده بازی بعدی خود شد و فصل را در جایگاه چهارم به پایان رساند، اگرچه سهمیه لیگ قهرمانان را برایش به دنبال نداشت. در ۱۳ ژوئن ۲۰۱۲ و پس از آنکه مذاکرات کوتاه ردنپ و هیئت‌مدیره تاتنهام برای تمدید قراردادش بی‌نتیجه ماند، ردنپ توسط باشگاه برکنار شد.

### ویلاژ-بواش و شروود

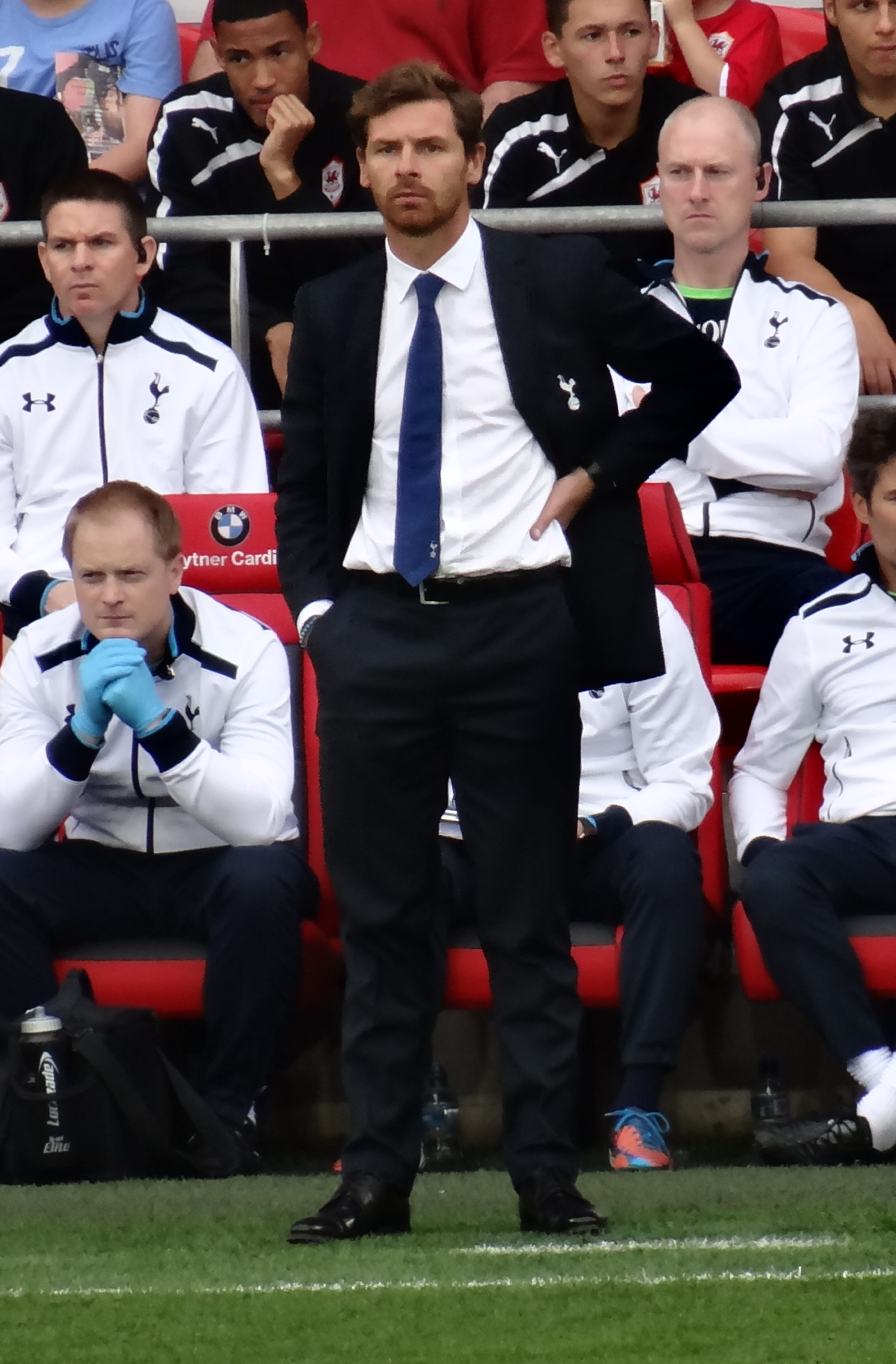
ویلاژ-بواش، مربی تاتنهام.

پس از جدایی ردنپ، باشگاه مربی سابق چلسی و پورتو، آندره ویلاژ-بواش را به عنوان سرمربی منصوب کرد. مدتی پس از این انتصاب، باشگاه پیش‌دستی کرد و زودتر از لیورپول، گیلوی سیگرسون هافبک سوانزی‌سیتی را برای خود برداشت. چند روز بعد، مذاکرات طولانی پیرامون انتقال یان فرتونگنِ مدافع از آژاکس را نیز به سرانجام رساندند. به دنبال آن، هوگو لوریس و موسی دمبله به تیم اضافه شدند، اما مودریچ راهی رئال‌مادرید شد. رتبه پنجم لیگ، دستاوردشان در فصل ۱۳–۲۰۱۲ بود. در آخرین بازی از این فصل مقابل ساندرلند و در یک بازی دراماتیک، با تک‌گل گرت بیل پیروز و به کسب سهمیه لیگ قهرمانان اروپا امیدوار شدند اما با پیروزی آرسنال در آخرین بازی، جایگاه کسب سهمیه لیگ قهرمانان در خانه سوم جدول اشغال و اسپرز برای دومین فصل متوالی راهی لیگ اروپا شد. در ادامه فصل ۱۳–۲۰۱۲ و در مرحله یک‌چهارم نهایی از لیگ اروپا، تاتنهام توسط بازل سوئیس در ضربات پنالتی حذف شد.
در آغاز فصل ۱۴–۲۰۱۳، گرث بیل با مبلغ ۱۰۰٫۸ میلیون یورو (۸۵٫۱ میلیون پوند) که در آن زمان یک رکورد جهانی در زمینه نقل و انتقالات بازیکنان بود، راهی رئال‌مادرید شد. این پول برای خرید کریستین اریکسن، اریک لاملا و چند بازیکن دیگر در آن پنجره نقل و انتقالات صرف شد. پس از شکست ۶–۰ مقابل منچسترسیتی و شکست ۵–۰ مقابل لیورپول، ویلاژ-بواش در ۱۶ دسامبر ۲۰۱۳ از سمتش برکنار شد. تیم شروود که از بازیکنان سابق اسپرز بود، یک هفته بعد جایگزین ویلاژ-بواش شد. اگرچه شروود اسپرز را به مقام ششم در لیگ برتر رساند، اما نتایج ناامیدکننده‌اش در برابر تیم‌های بزرگ، مسبب اخراجش در ۱۳ مه ۲۰۱۴ شد.

## دوران پوچتینو (۲۰۱۹–۲۰۱۴)

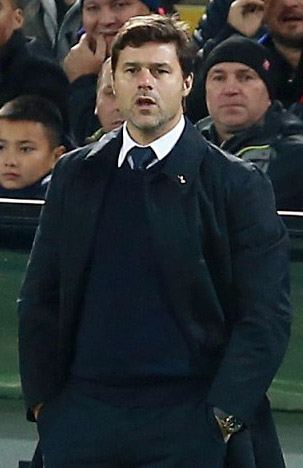
مائوریسیو پوچتینو به عنوان سرمربی تاتنهام در سال ۲۰۱۶

در ۲۷ مه ۲۰۱۴، مائوریسیو پوچتینو با قراردادی پنج ساله به عنوان سرمربی تاتنهام منصوب شد. اسپرز در اولین فصل حضورش، با ۶۴ امتیاز در رده پنجم فصل ۱۵–۲۰۱۴ لیگ برتر قرار گرفت و نایب‌قهرمان جام اتحادیه در سال ۲۰۱۵ شد. پوچتینو ترجیح می‌داد بازیکنان جوان را به‌کار بگیرد تا جایی که در دومین فصل هدایتش، اسپرز جوانترین تیم لیگ برتر را داشت. نسل جدید بازیکنان که هری کین، دله الی و اریک دایر از جمله آنها بودند، همگی در آن فصل ۲۲ سال یا کمتر سن داشتند. عملکرد اسپرز در فصل ۱۶–۲۰۱۵ بهبود یافته بود، اما تلاش آنها برای رسیدن به عنوان قهرمانی در هفته ۳۶ام و پس از تساوی ۲–۲ در استمفورد بریج بی‌ثمر ماند و پشت سر لستر قهرمان، سوم شدند. فصل ۱۷–۲۰۱۶ با ۱۲ بازی بدون شکست آغاز شد، اما تیم در طول نیم‌فصل اول عملکرد ناهماهنگی داشت. در نیم‌فصل دوم عملکرد بسیار بهتری از خود نشان دادند و هر سه امتیاز دربی شمال لندن را به‌دست آوردند و برای اولین بار در ۲۲ سال گذشته، فصل را بالاتر از رقیبشان آرسنال به اتمام رساندند. ناهماهنگی آنها در روزهای ابتدایی فصل سبب شد تا عرصه قهرمانی را به چلسی واگذار کنند که حتی در مقطعی از ماه مارس ۱۳ امتیاز نسبت به آنها بیشتر داشت. در نهایت فصل ۱۷–۲۰۱۶ را با ۸۶ امتیاز و در رده دوم به پایان رساندند که بالاترین امتیاز آنها از زمان شروع لیگ برتر بود. ۵۴ سال پس از قهرمانی با بیل نیکلسون در فصل ۶۳–۱۹۶۲، این نایب‌قهرمانی بهترین رتبه آنها در لیگ بود و ۵۲ سال پس از فصل ۶۵–۱۹۶۴، برای اولین بار شکست خانگی نداشتند.

### ورزشگاه جدید

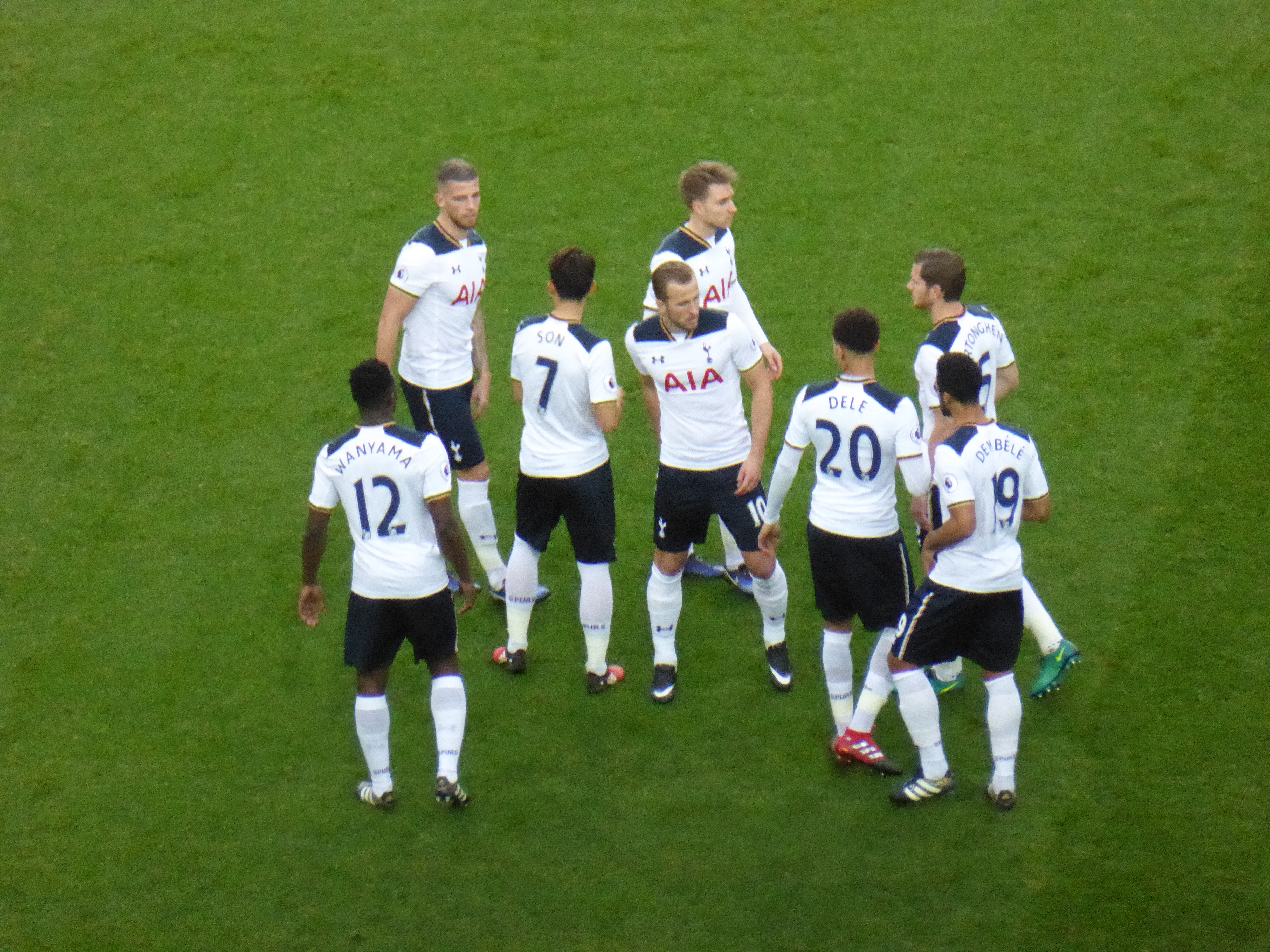
بعضی از بازیکنان ترکیب اصلی تاتنهام در فصل ۱۷–۲۰۱۶؛ هری کین، دله الی، کریستین اریکسن، سون هیونگ-مین، یان فرتونگن و توبی الدرویرلد

در سال ۲۰۱۵، عملیات ساخت یک ورزشگاه جدید در زمین مجاور وایت‌هارت‌لین آغاز شد. ظرفیت ورزشگاه جدید ۶۲٬۰۶۲ نفر است که به‌طور قابل‌توجهی از ظرفیت ۳۶٬۰۰۰ نفری وایت‌هارت‌لین بیشتر است. بخشی از جایگاه شمالی وایت‌هارت‌لین برداشته شد تا کار ساخت ورزشگاه جدید در کنار ورزشگاه قدیمی ممکن شود. حذف بخشی از جایگاه، ظرفیت وایت‌هارت‌لین را کاهش داد و برای فصل ۱۷–۲۰۱۶، مسابقات اروپایی در ورزشگاه ومبلی برگزار شد تا با الزامات تهیه بلیط برای بازی‌های اروپایی مطابقت داشته باشد. در بازی برابر بایر لورکوزن از مرحله گروهی لیگ قهرمانان اروپا ۱۷–۲۰۱۶، که با شکست ۱–۰ اسپرز خاتمه یافت، ۸۵٬۵۱۲ تماشاگر در ورزشگاه حاضر شدند که بعنوان یک رکورد در باشگاه به ثبت رسید. در ۱۴ مه ۲۰۱۷، اسپرز در آخرین بازی خود در وایت‌هارت‌لین، به مصاف منچستریونایتد رفت که پیروزی ۲–۱ آنها، تضمین نایب‌قهرمانی‌شان در آن فصل شد.
در تابستان ۲۰۱۷، وایت‌هارت‌لین تخریب شد تا ورزشگاه جدید تکمیل شود و تمام بازی‌های خانگی تاتنهام برای فصل ۱۸–۲۰۱۷ در ومبلی برگزار شد. از آنجا که ومبلی ظرفیت بالاتری دارد، رکورد حضور تماشاگران برای بازی‌های لیگ برتر، چندین بار در طی آن فصل شکسته شد که بیشترین آن در ۱۰ فوریه ۲۰۱۸ برای دربی شمال لندن ثبت شد و ۸۳٬۲۲۲ تماشاگر، شاهد پیروزی ۱–۰ تیمشان مقابل آرسنال بودند. تاتنهام در پنجره نقل و انتقالات تابستانی ۲۰۱۸، نتوانست خرید جدیدی انجام دهد که در لیگ برتر بی‌سابقه بود. در پنجره نقل و انتقالات ژانویه نیز نتوانستند بازیکنی را جذب کنند. با این وجود در فصل ۱۹–۲۰۱۸ بهترین شروعشان را در لیگ برتر ثبت کردند. شکست مقابل منچسترسیتی در خانه به روند خوبشان پایان داد. پس از مدتی تأخیر، ورزشگاه جدید با نام تاتنهام هاتسپر تکمیل و در ۳ آوریل ۲۰۱۹ افتتاح شد. اولین بازی که در این ورزشگاه برگزار شد از رقابت‌های لیگ برتر و در برابر کریستال‌پالاس بود که با پیروزی ۲–۰ تاتنهام به پایان رسید. گل اول تاتنهام توسط سون هیونگ مین به عنوان اولین گل رسمی در ورزشگاه جدید به ثبت رسید.
تاتنهام لیگ قهرمانان اروپا ۱۹–۲۰۱۸ را ضعیف آغاز کرد و در سه بازی اول از مرحله گروهی تنها توانست یک امتیاز کسب کند. گل دیرهنگام و تساوی‌بخش مقابل بارسلونا در آخرین بازی از مرحله گروهی، تاتنهام را به مرحله حذفی فرستاد. پس از غلبه بر بروسیا دورتموند در مرحله یک‌هشتم نهایی، به مصاف منچسترسیتی رفتند. بازی اول را با یک گل در خانه بردند و ۴–۳ بازی برگشت را واگذار کردند. با وجود تساوی ۴–۴ در مجموع دو بازی رفت و برگشت، با احتساب گل‌های خارج از خانه پیروز و راهی نیمه‌نهایی شدند. تاتنهام برای رسیدن به اولین فینالش در لیگ قهرمانان، سد آژاکس را پیش رو داشت. در بازی رفت به عنوان میزبان، ۱–۰ شکست خورد و در حالیکه تا دقیقه ۵۵ از بازی برگشت با دو گل مغلوب بود، با هت‌تریک لوکاس مورا، شکست ۳–۰ در مجموع دو بازی رفت و برگشت را به تساوی ۳–۳ کشاند و مانند دور قبل به اعتبار گل‌های خارج از خانه راهی فینال شد و نامش را به عنوان ۴۰امین تیم در فینال لیگ قهرمانان ثبت کرد. با این حال، نمایش آنها در فینال شباهتی به جنگندگی مراحل قبلشان نداشت و با قبول شکست ۲–۰ مقابل لیورپول، به نایب‌قهرمانی بسنده کردند.

## خوزه مورینیو، نونو اسپریتو سانتو و آنتونیو کونته (حال–۲۰۱۹)

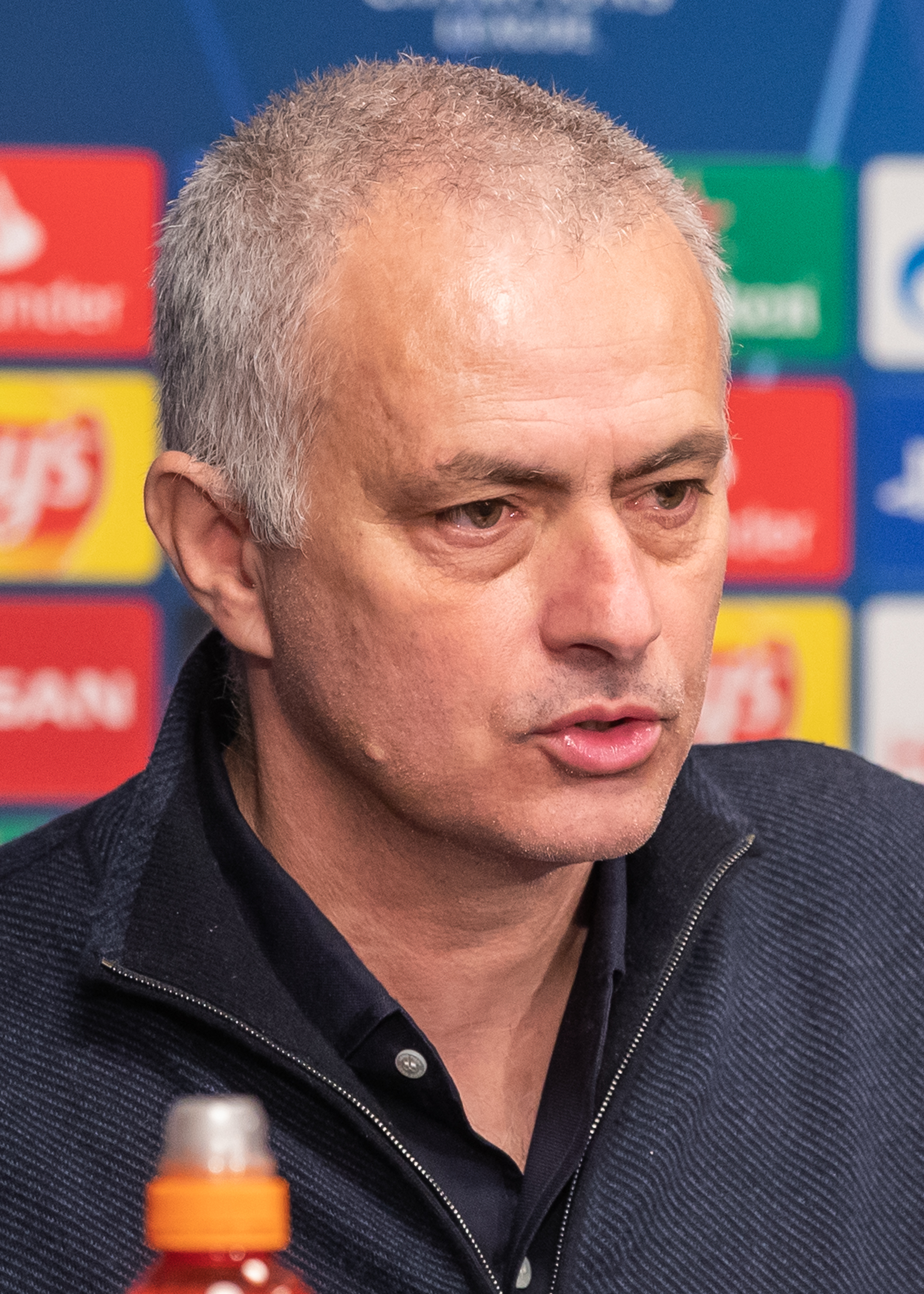
ژوزه مورینیو؛ سرمربی تاتنهام در ۲۰۲۰

فصل ۲۰–۲۰۱۹ برای تاتنهام ضعیف شروع شد و در ۱۲ بازی اول لیگ تنها ۳ پیروزی کسب کرد. در رقابت‌های جام نتایج قابل قبولی نداشت و حتی در مرحله گروهی از لیگ قهرمانان اروپا مقابل بایرن‌مونیخ، شکست فاجعه‌بار ۷–۲ را پذیرا شد. در پی آن و در تاریخ ۱۹ نوامبر ۲۰۱۹، پوچتینو اخراج شد و روز بعد ژوزه مورینیو، هدایت تاتنهام را به دست گرفت. در فصلی که با همه‌گیری کووید-۱۹ مختل شده‌بود، مورینیو نتوانست تیم را برای اولین بار در پنج سال گذشته به لیگ قهرمانان برساند، اما جواز حضور در لیگ اروپا ۲۱–۲۰۲۰ را برایشان کسب کرد. چند ماه ابتدایی از فصل ۲۱–۲۰۲۰ به‌خوبی گذشت و زوج مهارناشدنی هری کین و سون هیونگ مین در خط حمله، اسپرز را در اواخر نوامبر به صدر جدول لیگ رساند. پیروزی ۲–۰ مقابل منچسترسیتی، تکمیل عملکرد خوبشان در ماه نوامبر بود. با این همه، نتایج بدشان در نیم‌فصل دوم، آنها را از صدر جدول دور کرد و از طرفی، سبک دفاعی مورینیو در فوتبال، صدای اعتراض بسیاری را درآورد. مورینیو در ۱۹ آوریل ۲۰۲۱ و تنها ۶ روز قبل از فینال جام اتحادیه از تاتنهام اخراج و رایان میسون بازیکن سابق تاتنهام، جانشین موقت او برای بقیه فصل شد. تاتنهام، فینال جام اتحادیه را با یک گل به منچسترسیتی واگذار کرد و در جدول لیگ رده هفتم را به خود اختصاص داد که جواز حضورشان در اولین دوره از لیگ کنفرانس اروپا (UECL) بود. برای اولین بار پس از فصل ۱۰–۲۰۰۹، تاتنهام نتوانست در هیچ‌کدام از رقابت‌های لیگ قهرمانان اروپا یا لیگ اروپا حضور پیدا کند.
در ۳۰ ژوئن ۲۰۲۱، نونو اسپریتو سانتو هدایت تاتنهام را به دست گرفت، اما در اوایل نوامبر و تنها پس از گذشت چهار ماه، آنتونیو کونته جایگزینش شد.

## یادداشت
1. ↑  استفاده از نام «اسپرز» برای تیمی به نام هاتسپر قبل از تشکیل تاتنهام سابقه داشته‌است، برای مثال به گزارش یک مسابقه در کتاب داور (The Referee)، ۱۴ نوامبر ۱۸۸۰، صفحه ۶ مراجعه کنید.
2. ↑  برای اینکه اولین بازیکن ۱۰۰٬۰۰۰ پوندی نباشد، چنین قراردادی بسته شد
3. ↑  ادعا می‌شود رقم قرارداد او، رکورد ۱۰۰ هزار پوند در هفته بود

## واژه‌نامه
1. ↑  Spurs Way
2. ↑  Glory glory hallelujah, and the Spurs go marching on